# Sardegna
La Sardegna (AFI: /sarˈdeɲɲa/; in sardo Sardìgna o Sardìnnia), la cui denominazione ufficiale bilingue è Regione Autonoma della Sardegna/Regione Autònoma de Sardigna, è una regione italiana a statuto speciale di 1 557 496 abitanti con capoluogo Cagliari. Istituita nel 1948, è divisa amministrativamente in sei province, due città metropolitane e 377 comuni. Ha un territorio di 24 090 km² che ne fa la terza regione d'Italia per superficie e terzultima per densità (meno di 65 ab./km²).
È situata nel Mediterraneo occidentale e il suo territorio coincide con l'arcipelago sardo, costituito quasi interamente dall'isola di Sardegna e da un considerevole numero di piccole isole e arcipelaghi circostanti. La sua posizione strategica e la sua ricchezza di minerali hanno favorito nell'antichità il suo popolamento e lo svilupparsi di traffici commerciali e scambi culturali tra i suoi abitanti e i popoli rivieraschi.
Ricca di montagne, boschi, pianure, territori in gran parte disabitati, corsi d'acqua, coste rocciose e lunghe spiagge sabbiose, per la varietà dei suoi ecosistemi l'isola è stata definita metaforicamente come un micro-continente. In epoca moderna molti viaggiatori e scrittori hanno esaltato la sua bellezza, rimasta incontaminata almeno fino all'età contemporanea, nonché immersa in un paesaggio che ospita le vestigia della civiltà nuragica.

## Geografia fisica
La Sardegna ha una superficie complessiva di 24100 km² ed è per estensione la seconda isola del Mediterraneo.  Dista 188 km dalle coste della penisola italiana, dalla quale è separata dal mar Tirreno, mentre il Canale di Sardegna la divide dalle coste tunisine che si trovano 178 km più a sud. A nord le Bocche di Bonifacio la separano dalla Corsica e a ovest il mar di Sardegna dalla penisola iberica e dalle isole Baleari. Si situa tra il 41º e il 39º parallelo nord, mentre il 40º la divide quasi a metà.

### Geologia
La storia geologica della Sardegna è separata da quella della penisola italiana, è infatti legata a quella dell'Europa continentale di cui fece parte fino alla fine dell'Eocene. Iniziò con la cosiddetta fase sarda dell'orogenesi caledoniana all'inizio del Paleozoico, in cui si formò il primo nucleo dell'attuale Sulcis, per poi emergere insieme alla Corsica, durante l'orogenesi ercinica. Attraverso gli spostamenti e gli scontri tra le grandi placche, si creò una profonda frattura da cui si originò a nord-est il distacco di una micro-placca che comprendeva le attuali Sardegna e Corsica.
Le due isole raggiunsero la loro posizione attuale circa sei o sette milioni di anni fa.
Seppur in passato furono documentati dei terremoti, la Sardegna è ritenuta una zona non sismica e classificata in zona sismica 4.

### Montagne, colline e pianure

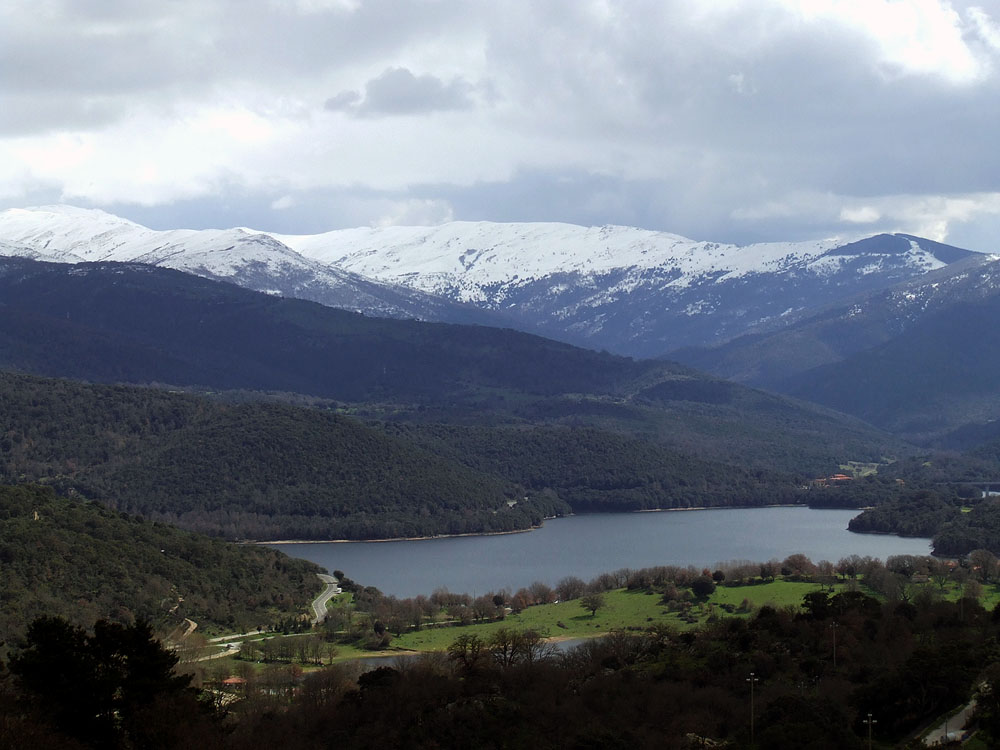
Massiccio del Gennargentu

Più dell'80% del territorio è montuoso e il 68% è formato da colline e da altopiani rocciosi per un'estensione complessiva di 16 352 km². Alcuni di questi sono assai caratteristici e vengono chiamati giare o tacchi.
Culminano nel centro dell'isola i monti di Punta La Marmora, Bruncu Spina e monte Spada, situati nel Massiccio del Gennargentu, nonché il monte Albo e il Supramonte che comprende il monte Corrasi di Oliena. A nord, emergono i monti del Limbara, i monti di Alà e il monte Rasu. 
In Ogliastra svettano i tacchi con Punta Seccu in territorio di Ulassai mentre nel Montiferru si innalzano il Monte Urtigu e il Monte Entu, nel Marghine la Punta Palai. A sud il monte Serpeddì, il Massiccio dei Sette Fratelli, il monte Linas, i monti dell'Iglesiente con Monte Lisone, e del Sulcis con Monte Is Caravius finendo per digradare verso il mare.
Le zone pianeggianti occupano il 18% del territorio; la pianura più estesa è il Campidano a sud mentre la piana della Nurra si trova nella parte nord-occidentale tra Sassari, Alghero e Porto Torres.

### Fiumi e laghi
I fiumi hanno un carattere prevalentemente torrentizio. I più importanti sono il Tirso, il Flumendosa, il Coghinas, il Cedrino, il Temo e il Flumini Mannu.
L'unico lago naturale della Sardegna è il lago di Baratz, nei pressi della città di Alghero. Tutti gli altri sono stati creati da sbarramenti artificiali allo scopo di fornire una riserva idrica di acqua potabile o per usi agricoli. Il bacino del lago Omodeo, risulta essere il più vasto lago artificiale d'Italia.

### Isole e coste
Le coste si articolano nei golfi dell'Asinara a nord, di Olbia e Orosei a est, di Cagliari a sud e di Alghero e Oristano a ovest. Per complessivi 1 897 km, sono alte, rocciose e con piccole insenature che a nord-est diventano profonde e s'incuneano nelle valli (ría). Litorali bassi e sabbiosi, talvolta paludosi, si trovano nelle zone meridionali e occidentali: sono gli stagni costieri, zone umide importanti dal punto di vista ecologico, la più estesa delle quali è quella dello stagno di Cabras e delle zone paludose adiacenti. Molte isole e isolette la circondano e tra queste la più grande è l'isola di Sant'Antioco, seguono poi l'Asinara, l'isola di San Pietro, La Maddalena e Caprera.
Se gli estremi fisici orientale e occidentale dell'isola coincidono con quelli amministrativi, è l'isola del Toro nell'arcipelago del Sulcis a costituire il punto più a sud in assoluto del territorio della Sardegna. L'estremo settentrionale è invece un isolotto senza nome lungo appena una sessantina di metri, situato a nord dell'Isola la Presa nell'arcipelago di La Maddalena.

### Clima
Il clima della Sardegna è generalmente mediterraneo secco. Lungo le zone costiere si hanno inverni miti ed estati calde e umide, caratterizzate da una notevole ventilazione. Il clima è nel complesso mite, ma si possono presentare valori minimi invernali di alcuni gradi al di sotto dello zero e massimi estivi superiori ai 40°C. La Sardegna è una regione molto ventosa: i venti dominanti sono il maestrale e il ponente.

## Ambiente naturale

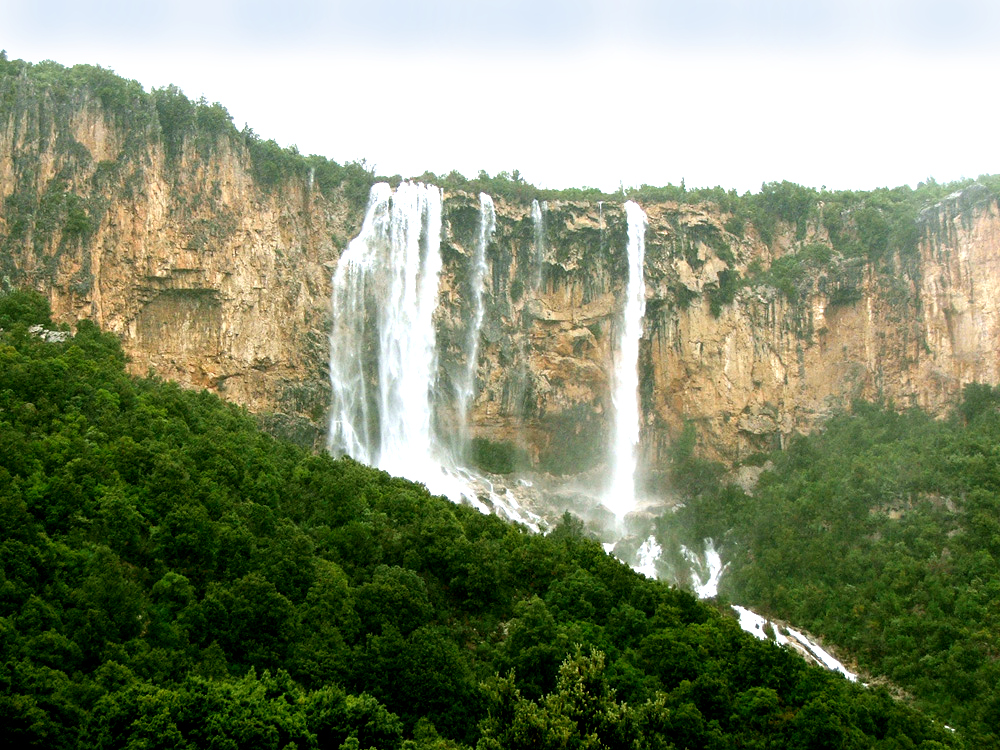
Ulassai, Cascate di Lequarci

Il paesaggio naturale della Sardegna alterna profili montuosi a macchie e foreste, stagni e lagune, torrenti che formano gole e cascate, spiagge sabbiose e falesie a strapiombo. Le formazioni calcaree costituiscono il 10% della sua superficie e sono frequenti i fenomeni carsici nei settori centro-orientale e sud-occidentale, con la formazione di grotte, sorgenti carsiche, come quelle di Su Gologone di Oliena e di Su Marmuri di Ulassai. Notevoli sono le formazioni rocciose granitiche, caratterizzate da guglie frastagliate, come le singolari "sculture" presenti sull'isola, come l'Orso di Palau, la roccia dell'Elefante di Castelsardo, il Fungo di Arzachena, i dicchi del Montiferru e sa Conca sul monte Ortobene.
Sono sotto tutela come parchi naturali alcuni dei più importanti tratti della costa e ampi territori dell'interno: la Regione, ha definito con la legge n. 31 del 7 giugno 1989 le aree protette sottoposte a tutela. Complessivamente si annoverano: tre parchi nazionali, tre parchi regionali, 60 riserve naturali, 19 monumenti naturali, 16 aree di rilevante interesse naturalistico e cinque oasi del WWF. Dal 1985 la Sardegna è dotata di un corpo forestale proprio, denominato Corpo forestale e di vigilanza ambientale della Regione Sardegna.

### Fauna terrestre

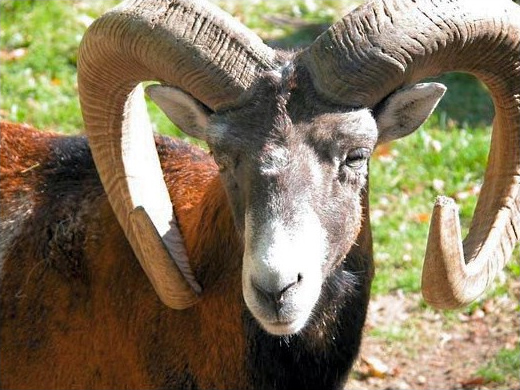
Muflone, uno dei simboli della fauna sarda

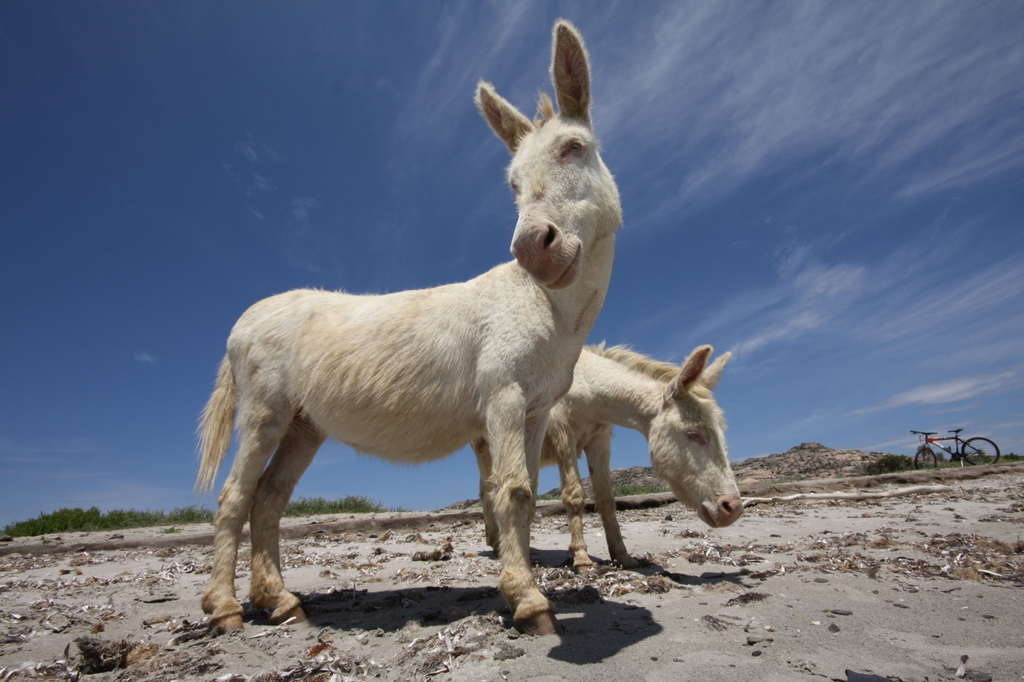
Asinelli bianchi sull'isola dell'Asinara

Il patrimonio faunistico dei vertebrati superiori mostra analogie e differenziazioni rispetto a quello dell'Europa continentale: le analogie correlerebbero con le migrazioni nel corso delle glaciazioni e all'ingresso dell'uomo nel Neolitico, mentre le differenziazioni potrebbero dipendere dall'isolamento geografico che ha contribuito a creare neo-endemismi.
Le popolazioni di cervidi e mufloni hanno subito nel tempo una drastica contrazione, che è andata migliorando negli ultimi decenni grazie alle azioni di tutela. Il cinghiale sardo, invece, è ampiamente diffuso, così pure diverse specie di roditori e lagomorfi. Tra i mammiferi particolare curiosità desta l'asinello bianco, presente solo sull'isola dell'Asinara (90 esemplari nel 2025), insieme al caratteristico cavallino della Giara (Equus caballus Giarae), una specie endemica di cavallo.
L'avifauna è caratterizzata dalla presenza di alcuni esemplari di grifoni, sottospecie endemiche di rapaci, presenti nei territori di Bosa e Alghero; dal fenicottero rosa, che forma colonie di migliaia di esemplari nelle zone umide dell'isola, come nel Parco naturale regionale Molentargius-Saline e dagli uccelli marini, fra i quali spicca il rarissimo gabbiano corso.

### Flora terrestre

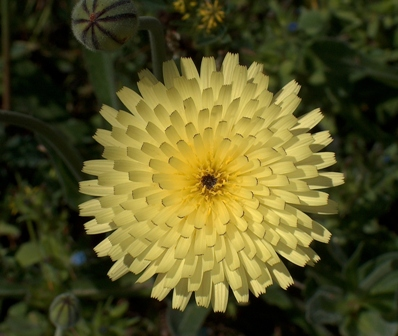
Urospermum dalechampii

La flora in Sardegna spicca per alta specificità ed endemismi. Le zone fitoclimatiche presenti si limitano al Lauretum e alla sottozona calda del Castanetum; la vegetazione boschiva è rappresentata in gran parte da macchia mediterranea e foresta sempreverde e solo oltre i 1 000 metri è significativa la presenza delle specie caducifoglie del Castanetum.
La specie arborea prevalente è il leccio, accompagnato dalla roverella, il tasso, l'agrifoglio e il acero trilobo nelle zone più fredde e dalla sughera in quelle più calde. Sulla sommità dei rilievi intorno ai 1 000 metri, si sviluppano steppe e garighe assimilabili alla flora alpina che, nelle altre regioni, occupa quote di 2 500–3 500 metri. La copertura boschiva è ciò che resta di intensi disboscamenti praticati sino alla seconda metà del XIX secolo.
Il grave degrado di vaste aree espone l'isola alla desertificazione, di contro il patrimonio boschivo vanta alcune peculiarità: la macchia-foresta del Sulcis ritenuta la più vasta d'Europa e la foresta demaniale di Montes, una delle ultime leccete primarie del Mediterraneo. L'opera di tutela e recupero del patrimonio residuo ha permesso un aumento del territorio boschivo, con 1 241 409 ettari di boschi (secondo i dati dell'Inventario nazionale foreste e carbonio del Corpo forestale dello Stato, pubblicati nel maggio 2015).

### Flora e fauna acquatiche
I paesaggi sommersi sono complessi e ricchi di colori e di varietà di pesci, spugne e coralli. Sono caratterizzati dalla straordinaria limpidezza dell'acquache favorisce il prosperare di numerose colonie di posidonia. Il segno inequivocabile delle praterie di posidonia è la presenza di mucchi di alghe che talvolta si trovano abbondanti sulle spiagge.
Un cenno particolare va riservato alla foca monaca, a lungo perseguitata dai pescatori e disturbata dai vacanzieri, che è una specie a forte rischio d'estinzione: l'ultima riproduzione documentata risale agli inizi degli anni ottanta. Nel febbraio 2025 parrebbe confermato un suo avvistamento.

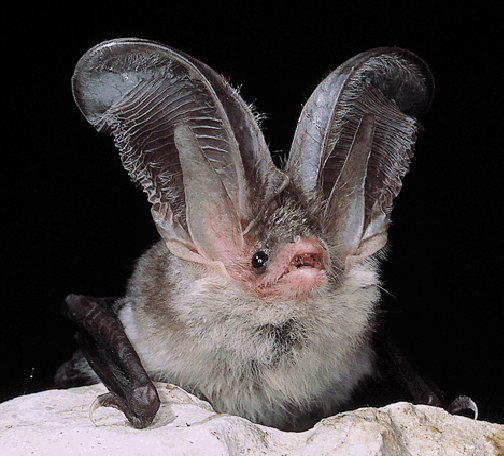
Plecotus sardus, l'unico pipistrello endemico presente in Italia

### Endemismi
L'ambiente naturale sardo è caratterizzato da un elevato numero di endemismi, in particolare queste specie, veri e propri fossili viventi, si sono anticamente estinte nelle terre continentali mentre sono sopravvissute in condizioni particolari in Sardegna.
Gli endemismi botanici accertati sono 320 e rappresentano circa il 14% di tutta la flora sarda.. Nel 2002 nelle grotte del Gennargentu è stato scoperto il Plecotus sardus, una specie endemica di pipistrello, mentre nel 2014 è stata annunciata la scoperta dell'Amblyocarenum nuragicus, un ragno endemico dell'isola.

### Grotte naturali

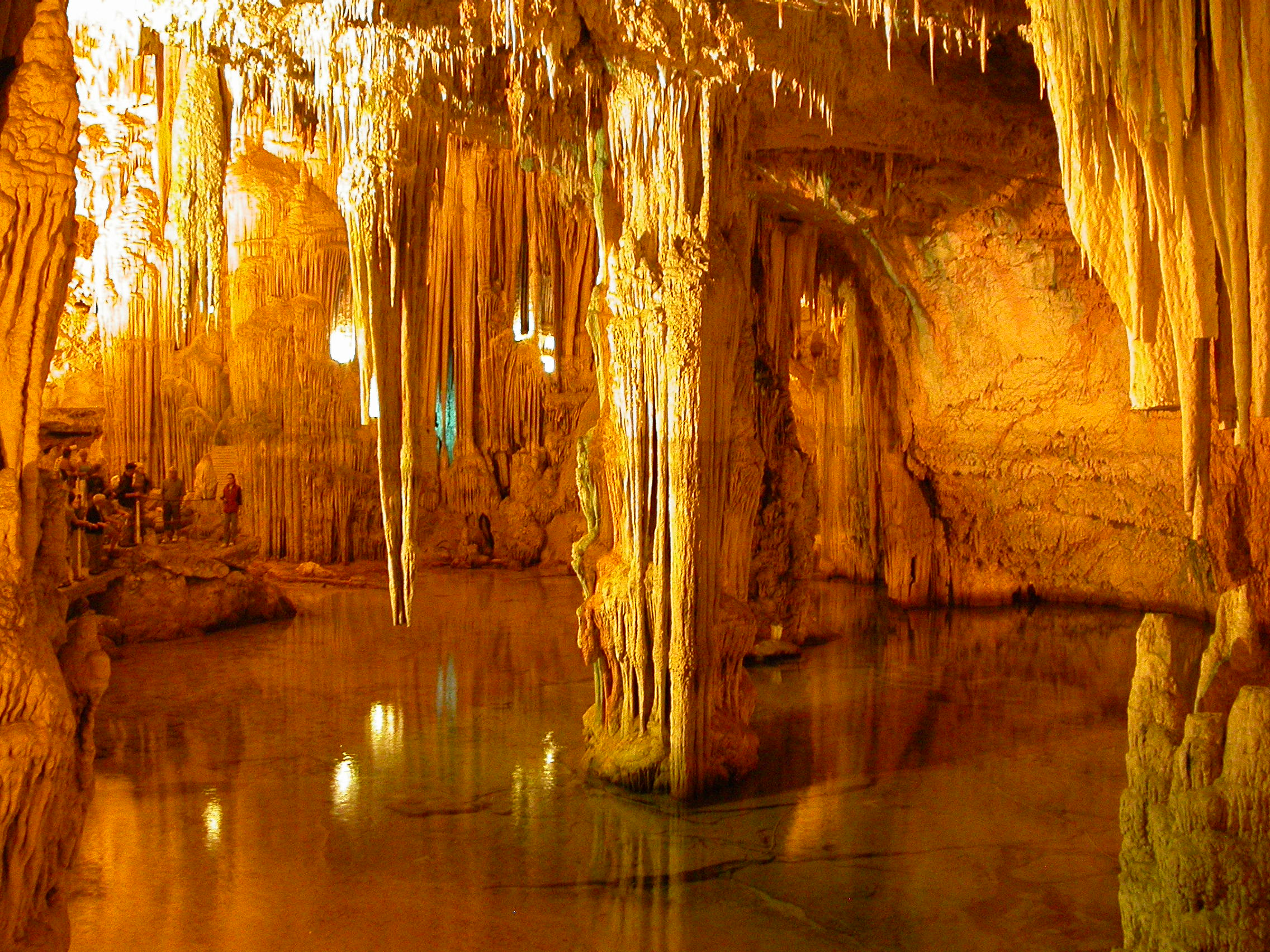
Alghero, grotte di Nettuno

Le rocce della Sardegna sono ritenute tra le più antiche d'Italia. Le formazioni carsiche coprono un'area minore in rapporto a quelle granitiche o metallifere, costituendo l'8,7% della superficie totale, ossia 2 088 km².
Il patrimonio speleologico sardo comprende più di 1 500 grotte. L'area del Supramonte è quella più ricca, insieme alla zona del Sulcis-Iglesiente e al promontorio di capo Caccia. Tra quelle sommerse, la grotta di Nereo è ritenuta la più vasta in tutto il Mediterraneo. Le grotte litoranee più conosciute sono le grotte di Nettuno ad Alghero e le grotte del Bue Marino a Cala Gonone. Fra quelle terrestri, alcune di rilievo sono quelle di Sa Oche-Su Bentu a Oliena e quella di Ispinigoli presso Dorgali, di San Giovanni e Santa Barbara presso Domusnovas e Bindua.

## Storia
Nel suo patrimonio storico e culturale sono abbondanti le testimonianze delle culture indigene, ma anche gli influssi e le presenze delle maggiori potenze coloniali antiche. Con riferimento alle esperienze storiche che hanno coinvolto l'isola, lo storico americano John Day ebbe a definire la Sardegna come "una delle più vecchie dipendenze coloniali del mondo".

### Preistoria e protostoria

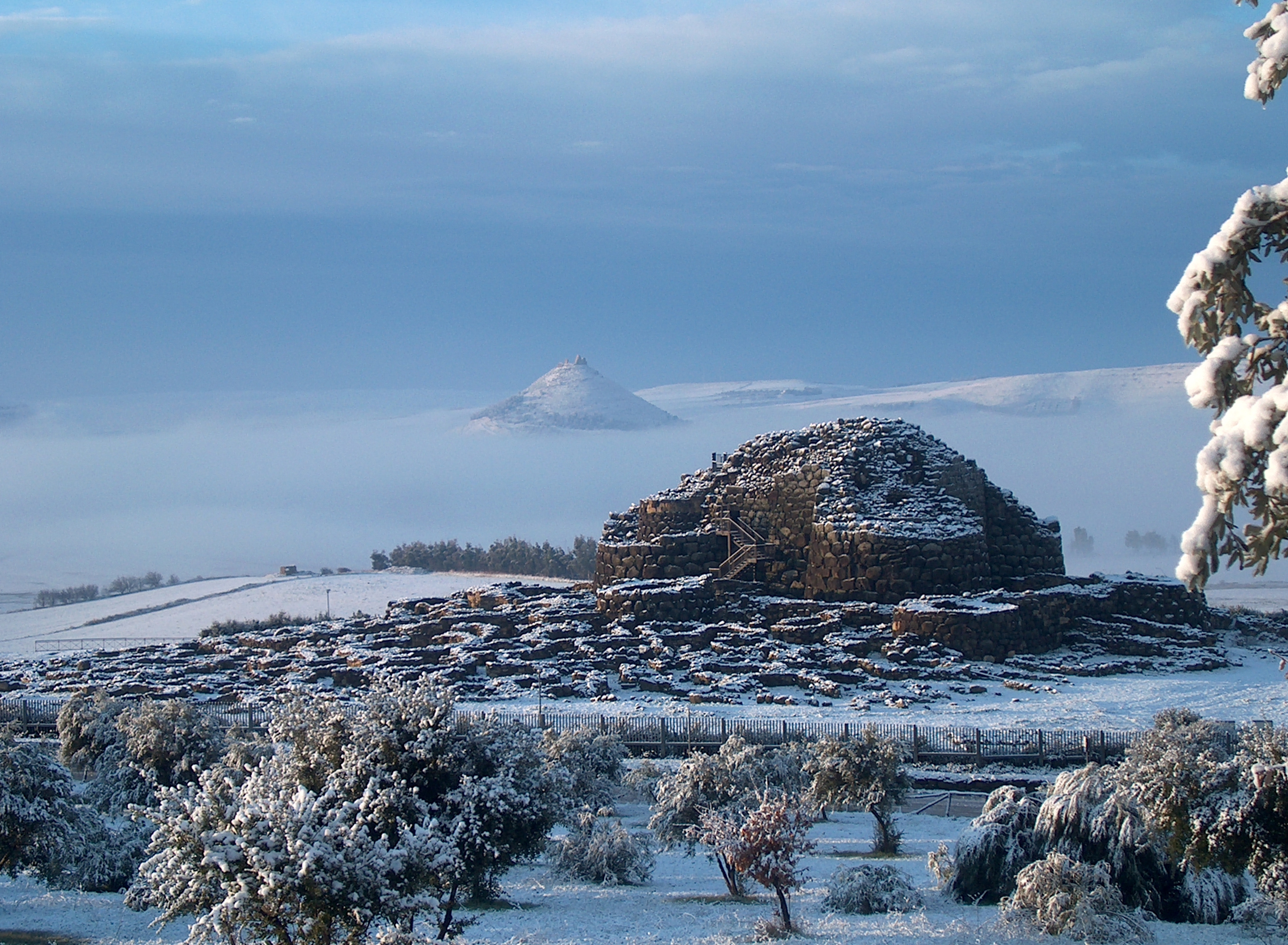
Su Nuraxi di Barumini, incluso nella lista UNESCO dei patrimoni dell'umanità sin dal 1997.

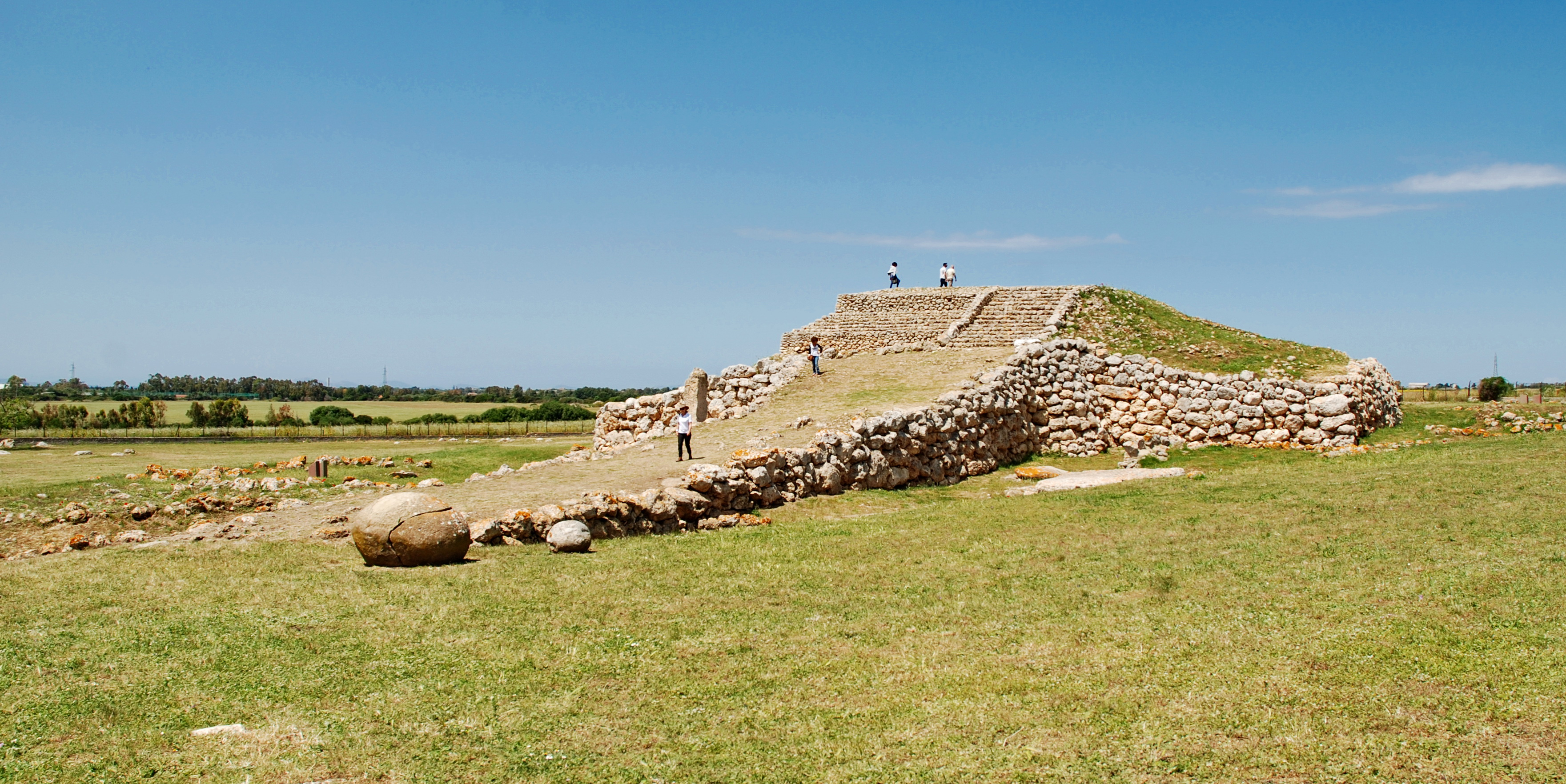
Complesso prenuragico di Monte d'Accoddi (3000-2700 a.C. circa.)

Il periodo prenuragico fu caratterizzato dal susseguirsi di diverse culture archeologiche: dalla cultura della ceramica cardiale (6000-4000 a.C.), alla cultura di Ozieri e Sub-Ozieri (3200-2700 a.C.), sino alla cultura di Bonnanaro (1800-1600 a.C.).
Vestigia più eloquenti di quel periodo sono i megaliti, come i circoli tombali, menhir e dolmen, le tombe ipogeiche dette domus de janas e il tempio a gradoni di Monte d'Accoddi. 
Nel periodo successivo, la civiltà nuragica nacque e si sviluppò dalla media età del bronzo (1700 a.C. circa) all'età del ferro. Sopravvisse in Barbagia fino al II secolo d.C. o, secondo alcuni studiosi, fino al VI secolo in epoca altomedievale. Vi sono molte testimonianze di questa fase storica: i più di ottomila nuraghi, le tombe dei giganti, i pozzi sacri e le grandi statue di Mont'e Prama.

### Epoca antica

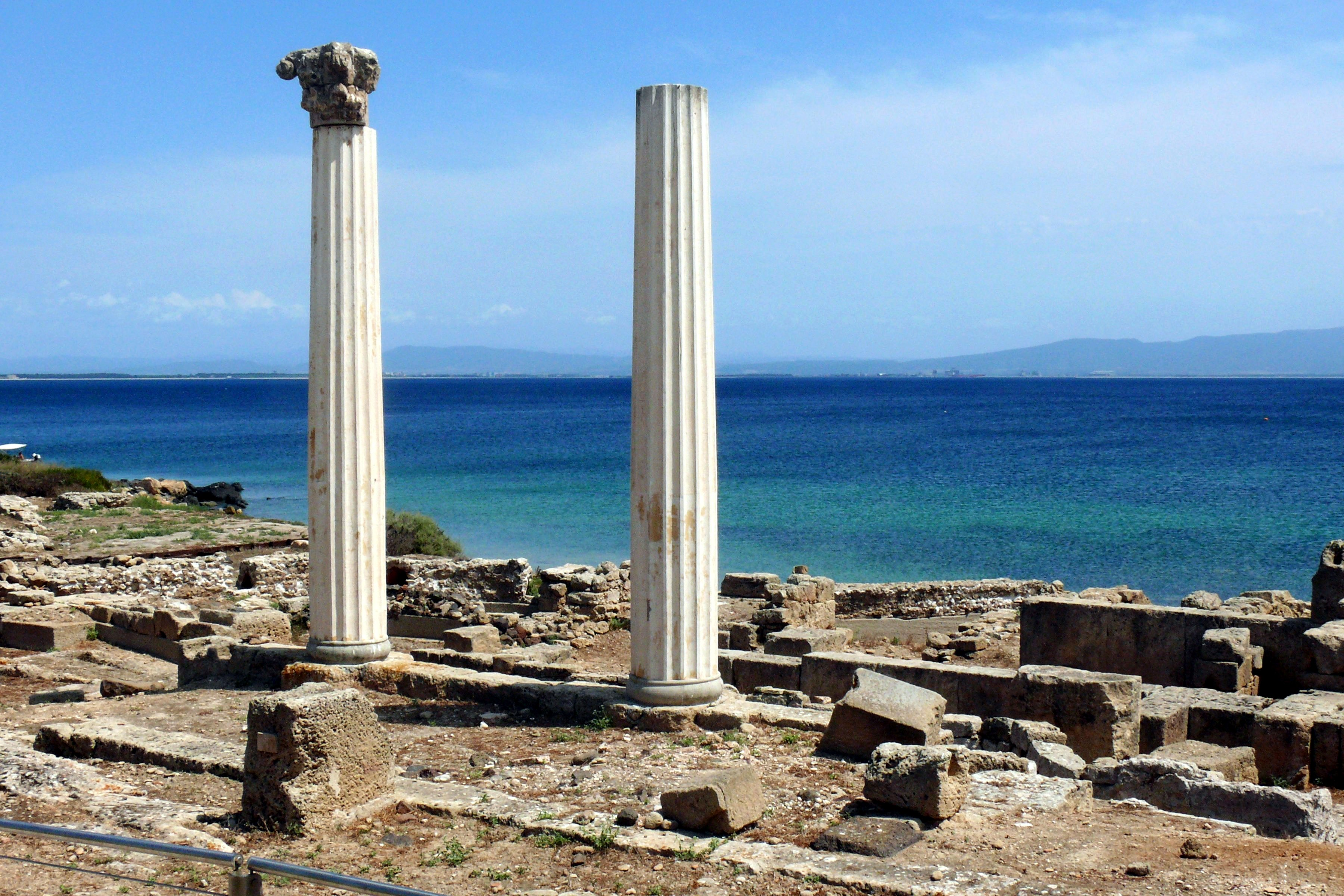
Tharros, colonne di epoca romana in stile corinzio ricostruite in tempi moderni

Intorno al IX secolo a.C. i Fenici, provenienti dall'odierno Libano, si stabilirono lungo le coste fondando le città di Caralis, Nora, Bithia, Sulki, Tharros, Cornus, Bosa e Olbia, alcune delle quali su preesistenti insediamenti nuragici.
Nel 509 a.C. i Punici conquistarono gran parte della Sardegna meridionale e centro-occidentale, comprese le città stato fenicie della costa. Per circa 271 anni la civiltà punica prosperò dalle coste fino alla dorsale del Goceano e alla Barbagia, dove sopravviveva invece la civiltà indigena.
Dal 238 a.C. la Sardegna passò sotto il comando dei Romani, durante la guerra dei mercenari, all'indomani della prima guerra punica, andando a costituire, assieme alla Corsica, una provincia romana (Sardegna e Corsica), cronologicamente la seconda provincia istituita dopo la Sicilia. I Romani ampliarono le città della costa e ne fondarono di nuove, come la Colonia Iulia Turris Libisonis (Porto Torres) e Usellus; costruirono nuove strade, acquedotti e ponti, sebbene fossero contrastati da numerose rivolte, tra le più famose furono quella capeggiata da Ampsicora nel 215 a.C. e quella dei Balari e degli Iliensi nel 178/174 a.C.. Caralis, capitale provinciale, Nora e Sulci vennero elevate al rango di municipi entro il I secolo d.C. e dal 212, con la Constitutio Antoniniana di Caracalla, tutti i Sardi ottennero la cittadinanza romana.
In età imperiale si esportavano dall'isola ingenti quantità di piombo e argento, insieme al grano, tanto da essere considerata uno dei "granai di Roma".

### Epoca medievale
Il dominio romano durò per  694 anni, fino all'arrivo del popolo germanico dei Vandali nel 456, quando entrò a far parte del Regno dei Vandali e degli Alani, assieme alla Corsica. In questo periodo storico si ebbe l'ascesa al soglio pontificio di due papi sardi: Ilario e Simmaco. La Sardegna rimase vandala per circa ottant'anni, dal 456 al 534.
La presa del potere da parte dei Bizantini iniziò con la conquista di Giustiniano nel 534. Tra il 551 e il 552, mentre la guerra gotica infuriava sulla penisola italiana, contingenti Ostrogoti occuparono l'isola, strappandola per un breve periodo a Bisanzio. Durante il pontificato di papa Gregorio I (590-604) la Sardegna rientrò sotto la sfera romana e con l'intensificarsi della presenza araba nel mediterraneo occidentale, i contatti fra Bisanzio e l'isola si diradarono; così, nei secoli IX e X si consolidò l'autonomia politica che sarà propria della Sardegna giudicale formata inizialmente da un'unica entità statuale autonoma, con a capo l'Arconte di Sardegna o iudex Sardiniae.
Dopo il tentativo di conquista musulmana da parte di Mujāhid al-ʿĀmirī nel 1015, si formarono i quattro regni indipendenti di Torres, di Gallura, di Arborea e di Calari che diedero vita a un'efficace organizzazione politica e amministrativa. Ebbe così inizio il periodo dei giudicati, una forma di governo che durò per i successivi quattrocento anni. Il territorio, allora, era diviso in curatorie. Il sistema giuridico locale raggiunse il suo apice con la promulgazione della Carta de Logu arborense nel XIV secolo «considerata una delle più importanti Costituzioni di princìpi del Medioevo». A seguito della caduta dei giudicati, eccetto quello di Arborea, si aprì una nuova fase caratterizzata da un assetto politico-amministrativo signorile e comunale, ispirato ai modelli vigenti nell'Italia centro-settentrionale. Famiglie nobiliari quali i Della Gherardesca, i Malaspina e i Doria furono promotrici dei cambiamenti, affiancatisi a Pisa e Genova. Questa fase storica si protrasse fino alla completa conquista aragonese dell'isola e alla conseguente unificazione del Regno di Sardegna.

### Epoca moderna e Regno di Sardegna

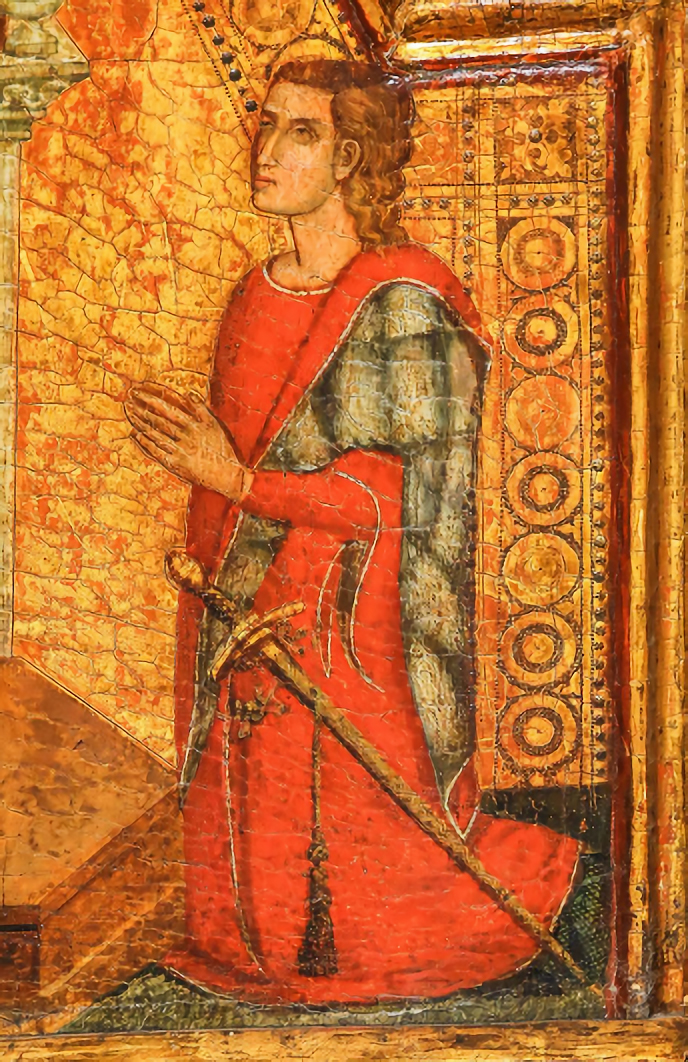
Mariano IV, giudice di Arborea, nel 1353 scatenò la guerra contro gli Aragonesi che sarebbe durata quasi 70 anni

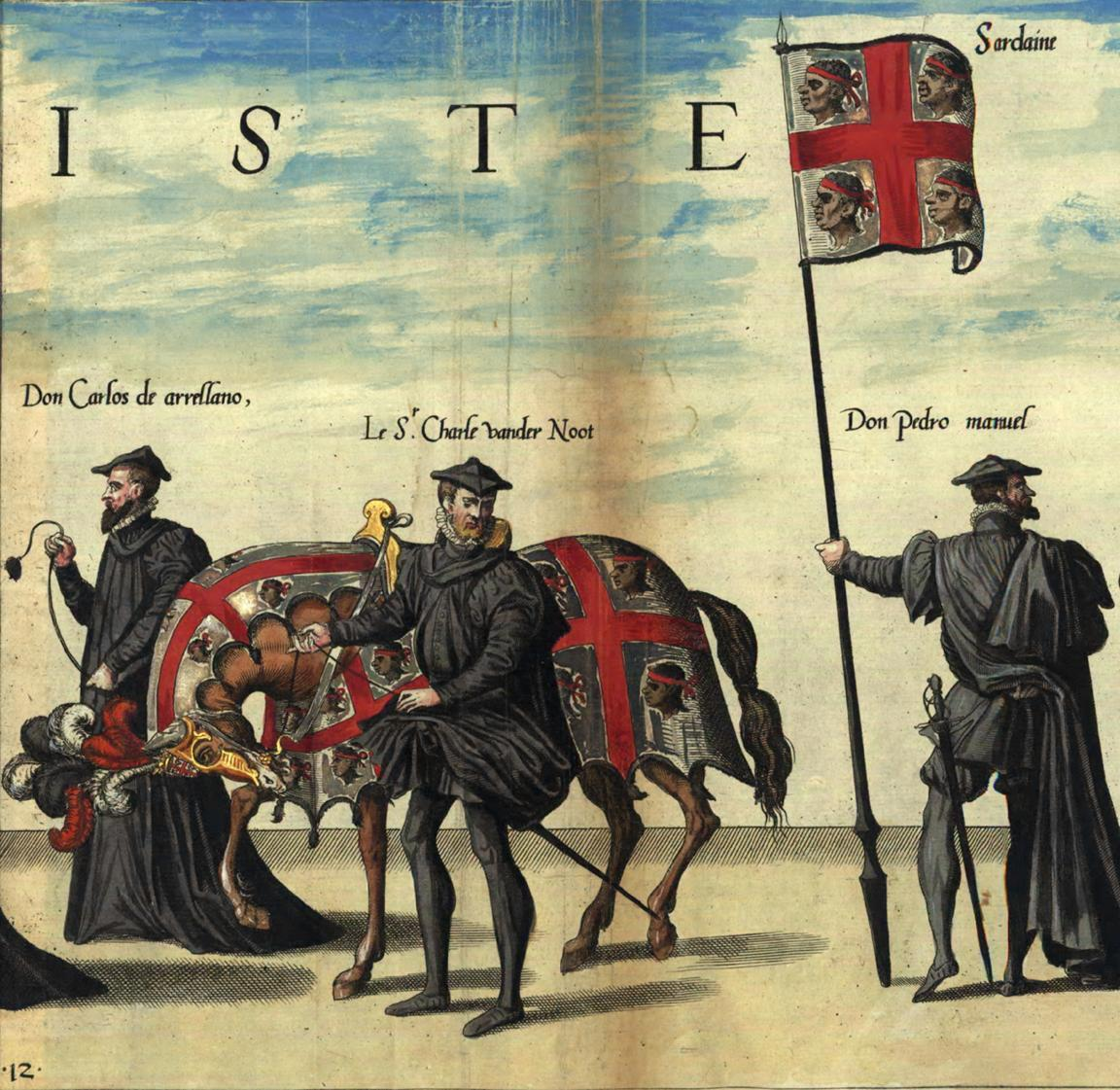
Un alfiere portabandiera e un cavallo bardato rappresentano il Regno di Sardegna al solenne corteo funebre dell'imperatore Carlo V d'Asburgo

Il Regno di Sardegna fu istituito nel 1297 da papa Bonifacio VIII, in ottemperanza al trattato di Anagni del 24 giugno 1295, per risolvere la crisi politica e diplomatica, sorta tra la Corona d'Aragona e il ducato d'Angiò. L'atto di infeudazione, datato 5 aprile 1297, affermava che il regno apparteneva alla Chiesa e veniva dato in perpetuo ai re d'Aragona in cambio di un giuramento di vassallaggio e del pagamento di un censo annuo.
La conquista aragonese della Sardegna iniziò a partire dal 1323 con la guerra mossa dagli Aragonesi, in alleanza con i Sardi arborensi, contro i Pisani. La conquista fu successivamente a lungo contrastata dalla resistenza opposta sull'isola dallo stesso Regno di Arborea, guidato da Mariano IV d'Arborea e dai suoi figli, e poté considerarsi parzialmente conclusa solo nel 1420, con l'acquisto dei rimanenti territori dall'ultimo giudice per centomila fiorini d'oro.
Le istituzioni del Regno, oltre al viceré, erano le Cortes e la Reale Udienza: le Cortes o Stamenti erano un parlamento pattizio, in cui erano rappresentate le città regie, la chiesa e la nobiltà feudale; la Reale Udienza, istituita nel 1564 e basata sul modello delle audiencias spagnole, era il supremo tribunale del Regno, da cui deriva l'attuale Corte d'appello e, in assenza del viceré, ne assumeva i compiti di governo. Con l'acuirsi delle scorrerie dei pirati barbareschi, a partire dal XVI secolo fu impiantato un efficiente sistema di difesa con numerose torri litoranee e le piazzeforti di Alghero e Cagliari.
Subito dopo la guerra di successione spagnola la Sardegna entrò a far parte dei domini degli Asburgo d'Austria, ma già nel 1720, con il trattato dell'Aia, venne ceduta, dopo una breve rioccupazione spagnola, ai Savoia che assunsero il titolo di Re di Sardegna a partire da Vittorio Amedeo II.

### Età contemporanea
Nel 1847, con la cosiddetta fusione perfetta, tutti i possedimenti della casa reale sabauda confluirono nel Regno. Per mezzo di tale controverso atto giuridico scomparvero tutti i privilegi acquisiti in periodo iberico; l'isola divenne una regione di uno Stato più ampio. Benché la fusione avesse sancito il baricentro politico del Regno, la residuale denominazione di "Regno di Sardegna" venne formalmente mantenuta finché l'unificazione politica della penisola italiana non assunse la denominazione di Regno d'Italia.
All'alba dell'Unità d'Italia le risorse economiche della Sardegna erano le sole materie prime. Alla situazione di povertà e arretratezza si aggiunse la recrudescenza del banditismo, duramente represso dallo Stato. Nell'aprile 1868 nel Nuorese scoppiò la rivolta de Su Connottu. Il 4 settembre 1904 si ricorda l'Eccidio di Buggerru, dove l'esercito sparò contro i minatori in sciopero e tre di loro vi persero la vita.
Nella prima guerra mondiale si distinse sui campi di battaglia la Brigata Sassari, nella quale furono arruolati 100 000 soldati sardi, di cui 13 602 caddero al fronte. Alla fine del conflitto, gli ex-combattenti diedero origine ad ampi dibattiti e iniziative, avanzando proposte di autonomia per risolvere diversamente i gravi mali che affliggevano l'Isola.. Nacquero così nuovi fermenti politici che con Emilio Lussu portarono alla nascita il 17 aprile 1921 del Partito Sardo d'Azione, col simbolo dei Quattro Mori e con l'idea comune dei reduci di ottenere l'autonomia dell'isola..
Nel ventennio furono avviate le bonifiche, come nella piana di Terralba e nella Nurra. Sorsero diversi centri, il più popoloso fu quello di Carbonia, fondato nel 1938. Durante la seconda guerra mondiale l'isola venne pressoché risparmiata dai combattimenti terrestri ma Cagliari fu pesantemente bombardata dagli Alleati e 2 000 cittadini persero la vita. Nel 1948 la Sardegna divenne regione autonoma e si amministra da allora con uno statuto speciale.

## Toponimo

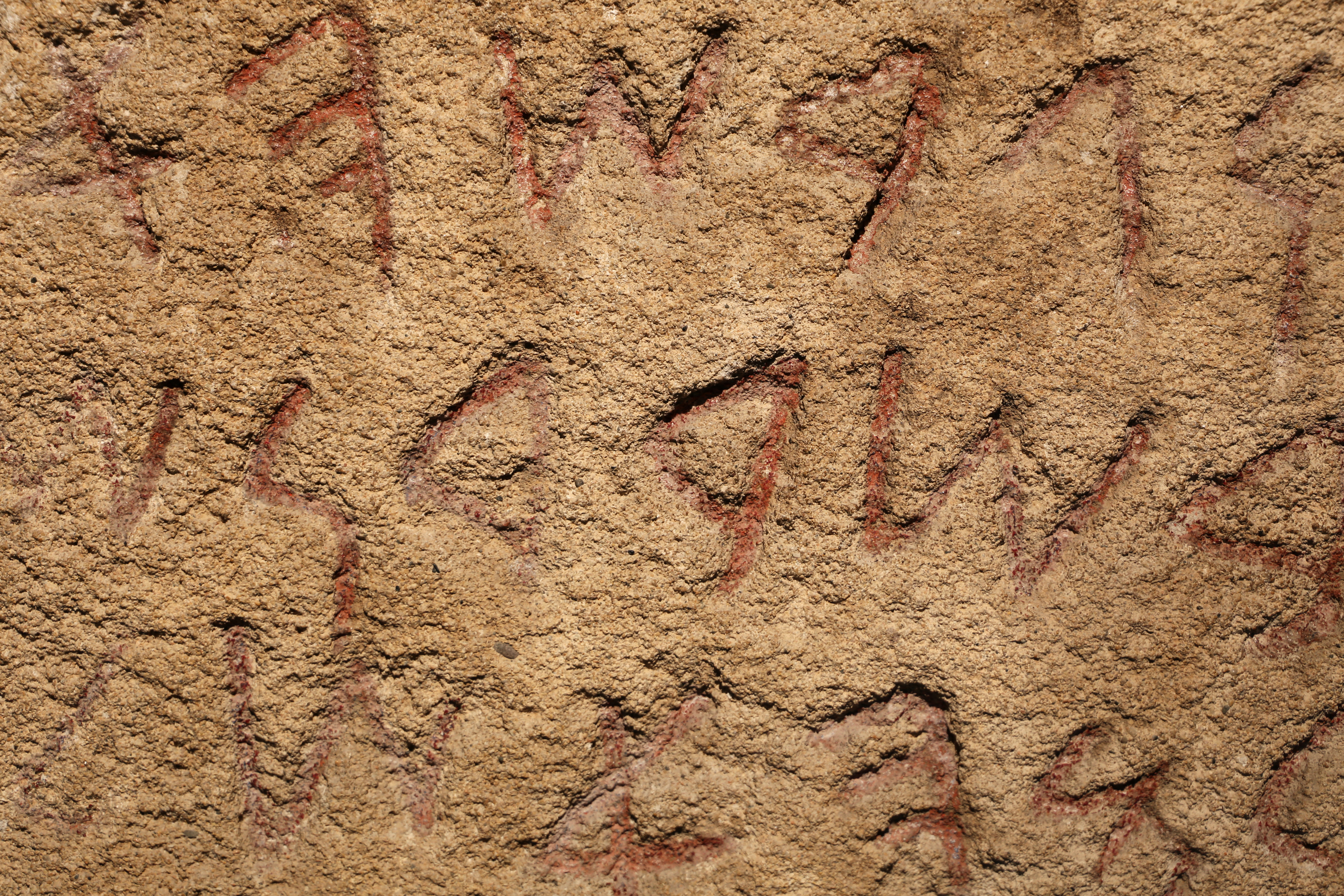
Particolare dell'iscrizione della Stele di Nora

Ben conosciuta nell'antichità dai Greci, fu da questi ultimi chiamata Ichnussa (in greco Ιχνούσσα) o Sandálion (Σανδάλιον) per la somiglianza della conformazione costiera all'impronta di un piede (sandalo). Sempre i Greci la chiamarono anche argyróphleps nêsos (ἀργυρόφλεψ νῆσος) ossia l'isola dalle vene d'argento, per via della ricchezza argentifera del suo sottosuolo. Per Erodoto la Sardegna era l'isola più grande di tutto il mar Mediterraneo e tale rimase nella conoscenza degli antichi navigatori per lungo tempo, in quanto la lunghezza delle coste sarde (1232 km escluse le isole) è effettivamente maggiore di quelle siciliane o di quelle corse.
Secondo recenti studi linguistici, l'appellativo latino Sardinia deriverebbe da un'altra denominazione greca conosciuta come Sardṓ (Σαρδώ, desinenza femminile tipica di alcuni toponimi greci; compara la variante morfologica Συρακώ Surakṓ dell'antica Siracusa), nome di una leggendaria donna anatolica della quale si ha notizia nel Timeo di Platone e le cui origini venivano da Sárdeis (Σάρδεις), capitale della Lidia.
Sallustio nel I secolo d.C. sosteneva che: «Sardus, generato da Ercole, insieme a una grande moltitudine di uomini partito dalla Libia occupò la Sardegna e dal suo nome denominò l'isola», e Pausania nel II secolo d.C. confermava quanto detto da Sallustio aggiungendo che: «Sardo venne dalla Libia con un gruppo di coloni e occupò l'Isola il cui antico nome, Ichnusa, mutò in Sardò ( [...] )». In una stele in pietra risalente all'VIII / IX secolo a.C. ritrovata nell'odierna Pula appare scritto in fenicio la parola b-šrdn che significa "in Sardegna", a testimonianza che tale toponimo era già presente sull'Isola all'arrivo dei mercanti fenici.

### Stemma, bandiera e inno

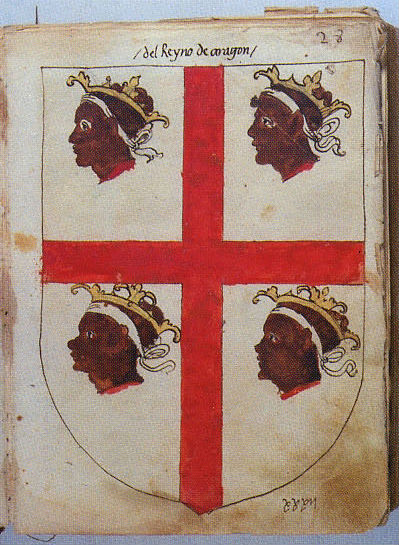
Bandiera dei quattro mori o Croce di Alcoraz, 1536

Con il decreto del presidente della Repubblica del 5 luglio 1952 la Regione autonoma ha prodotto uno stemma e un gonfalone. La legge regionale 15 aprile 1999, n. 10 all'art. 1 decreta: «La Regione adotta quale sua bandiera quella tradizionale della Sardegna: campo bianco crociato di rosso con in ciascun quarto una testa di moro bendata sulla fronte rivolta in direzione opposta all'inferitura.» Di origine incerta, l'emblema dei quattro mori rappresenta un forte elemento identitario e il suo uso è documentato costantemente a partire dalla costituzione del regno di Sardegna e Corsica (1324) fino alla nascita della Regione Autonoma. Lo stemma dei quattro mori comparve nei sigilli in piombo della Cancelleria reale aragonese sotto il regno di Pietro il Grande d'Aragona, l'esemplare più antico risale al 1281. La forma grafica attuale riproduce quella consolidatasi nel secolo XVIII ai fini istituzionali.
Nel 2018, in memoria dei vespri sardi, il canto Su patriotu sardu a sos feudatarios, da tempo ritenuto inno regionale nella cultura popolare, è stato ufficialmente riconosciuto come inno ufficiale della Sardegna. Il testo era stato composto nel 1794 dal magistrato Francesco Ignazio Mannu in un contesto di fermento politico nutrito degli ideali dell'Illuminismo diffusi in Europa.

## Cultura
Attraverso un lungo ed elaborato percorso storico, si crearono numerose contaminazioni fra le culture indigene e le civiltà del mondo mediterraneo. L'archeologia ha evidenziato chiaramente questa evoluzione, ritrovandone tracce nel variare dell'architettura delle costruzioni, ma tale cammino si riscontra anche nelle tradizioni legate all'arte delle produzioni artigianali, nelle espressioni musicali, nelle regole del mondo agro-pastorale e nella cultura sarda in generale.

### Lingue

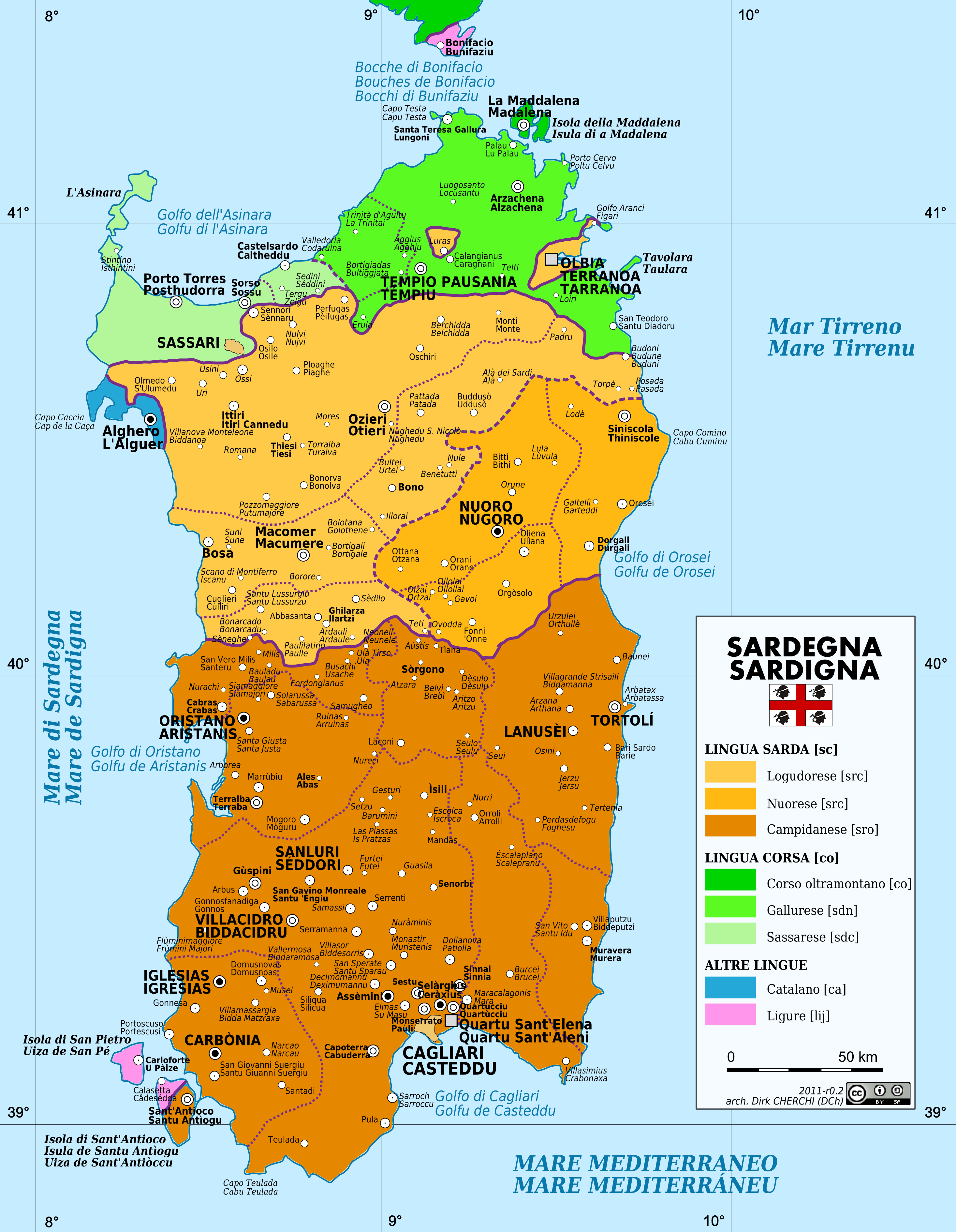
Carta delle lingue e dei dialetti parlati in Sardegna

#### Lingue dall'antichità all'età moderna
In base ad alcune teorie, la lingua protosarda, parlata nel periodo nuragico, sarebbe stata affine alle lingue paleoispaniche basco-iberiche o a quella etrusca.
Le prime testimonianze scritte risalgono al periodo fenicio-punico con reperti come la stele di Nora.
La conquista romana avrebbe contrassegnato l'ascesa del latino, che a sua volta fu soppiantato solo dal greco durante il periodo bizantino. Dal XI secolo, il sardo, lingua neolatina, fu utilizzato in vari documenti ufficiali. Altri documenti furono redatti in più lingue, come gli Statuti Sassaresi in latino e sardo, o ancora in toscano, come il Breve di Villa di Chiesa a Iglesias.
L'istituzione del Regno di Sardegna portò prima all'utilizzo del catalano e poi dello spagnolo fino al 1760, quando venne sostituito dall'italiano con le riforme sabaude di Giovanni Battista Lorenzo Bogino.

#### Lingue attuali e dialetti
In Sardegna coesistono oggi diverse lingue romanze, perlopiù appartenenti al sistema linguistico sardo e a quello italiano. La lingua sarda è stata utilizzata in diverse epoche come lingua ufficiale delle istituzioni; tra i documenti più importanti vi sono i condaghi (condaghes), gli Statuti Sassaresi (Istatutos Tataresos) e le Cartas, fra le quali spicca la celebre Carta de Logu del Giudicato di Arborea, rimasta in vigore fino alla sua sostituzione con l'italiano Codice Feliciano nel 1827. A partire dal diciottesimo secolo, si è prodotto un lento fenomeno di italianizzazione delle strutture sociali, nonché di deriva linguistica verso l'italiano. L'italiano è così la lingua più diffusa nell'isola: sulla base dei dati ISTAT del 2006, l'italiano era impiegato abitualmente dal 52,5% della popolazione sarda anche in ambito familiare.

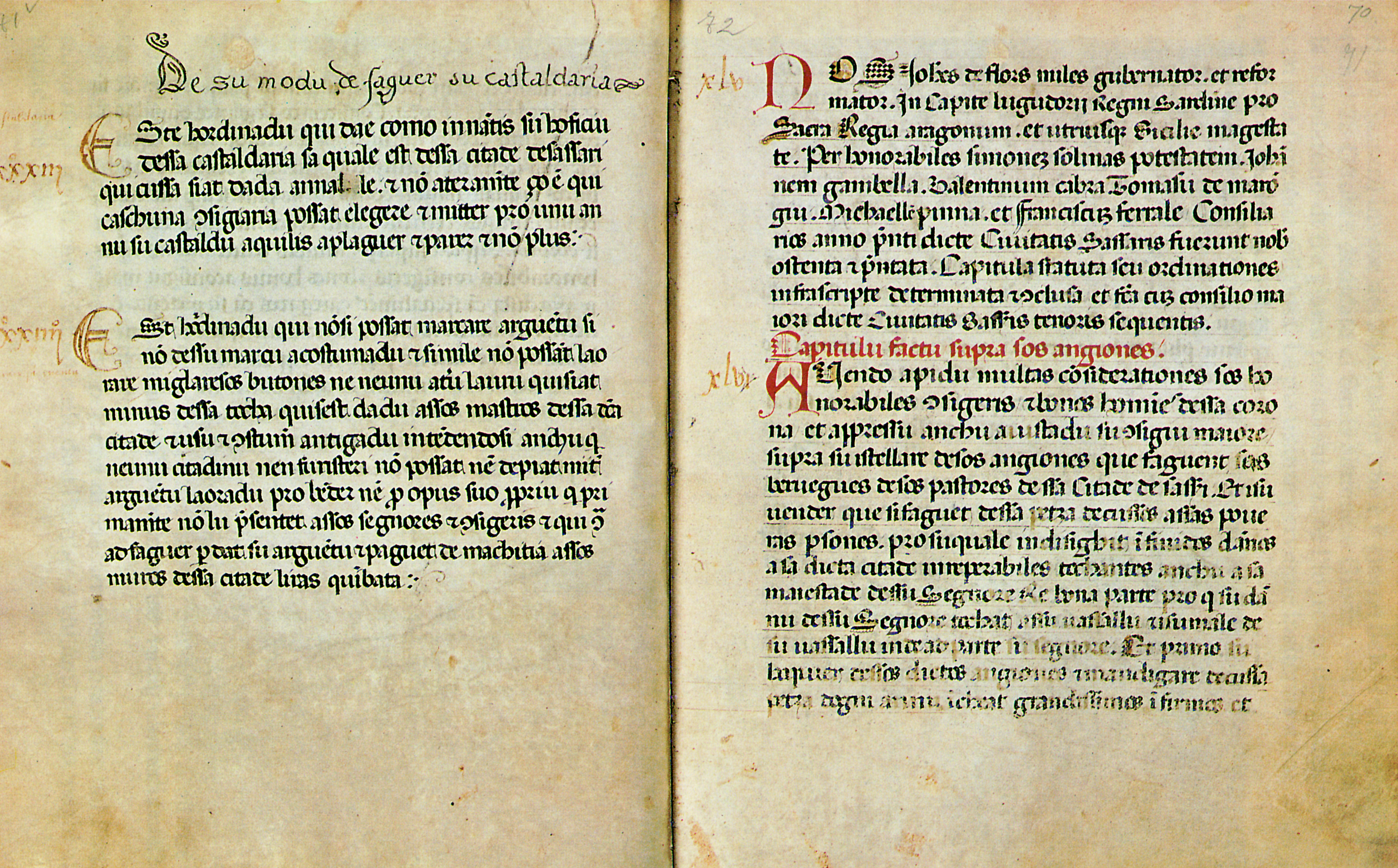
Statuti Sassaresi del XII - XIII secolo, scritti in logudorese e latino, in gotica corsiva

La lingua sarda è convenzionalmente ripartita in varianti rappresentate da due modelli ortografici fondamentali e standardizzati: il sardo logudorese (sardu logudoresu) e il sardo campidanese (sardu campidanesu). Accanto alla lingua sarda propriamente detta si affiancano altri due idiomi romanzi di derivazione prevalentemente corso-toscana: il sassarese (sassaresu) e il gallurese (gadduresu /ɡaɖːuˈrezu/). Infine, sono riconosciute delle isole linguistiche non sarde: ad Alghero è parlata una variante arcaica del catalano orientale, l'algherese (alguerès), nell'arcipelago del Sulcis, nell'isola di San Pietro e nell'isola di Sant'Antioco è parlato un dialetto ligure coloniale, denominato tabarchino (tabarchin).
Con l'approvazione della legge n. 482 del 1999, che per la prima volta ha dato attuazione all'articolo 6 della Costituzione italiana, il sardo e il catalano sono stati riconosciuti e tutelati a livello statale come minoranze linguistiche storiche, mentre la tutela di sassarese, gallurese e tabarchino è riconosciuta sia dalla legge regionale n. 26 del 1997, sia dalla legge n. 22 del 2018. Nell'ambito delle iniziative per la lingua sarda, la Regione ha avviato dei progetti denominati LSU (Limba Sarda Unificada) e LSC (Limba Sarda Comuna) al fine di definire e normalizzare trascrizione e grammatica di una lingua unificata che comprenda le caratteristiche comuni di tutte le varianti. Nell'aprile del 2006 la Limba Sarda Comuna è diventata lingua ufficiale per le comunicazioni in sardo dell'amministrazione regionale.

### Archeologia
Nel XIX secolo il canonico Giovanni Spano diede inizio a diverse esplorazioni nei maggiori siti, pubblicando notazioni e descrizioni nel Bullettino archeologico sardo. Dal 1903 al 1936 l'archeologo Antonio Taramelli svolse una preziosa attività di recupero e catalogazione di siti nell'isola. Nel dopoguerra Giovanni Lilliu portò alla luce il villaggio nuragico di Su Nuraxi a Barumini.

### Architettura
Dell'architettura preistorica in Sardegna sono presenti numerose testimonianze come le domus de janas, le tombe dei giganti, i circoli megalitici, i menhir, i dolmen e i templi a pozzo; ancora oggi sono visibili i resti di migliaia di queste costruzioni di varia tipologia (semplice e complessa).

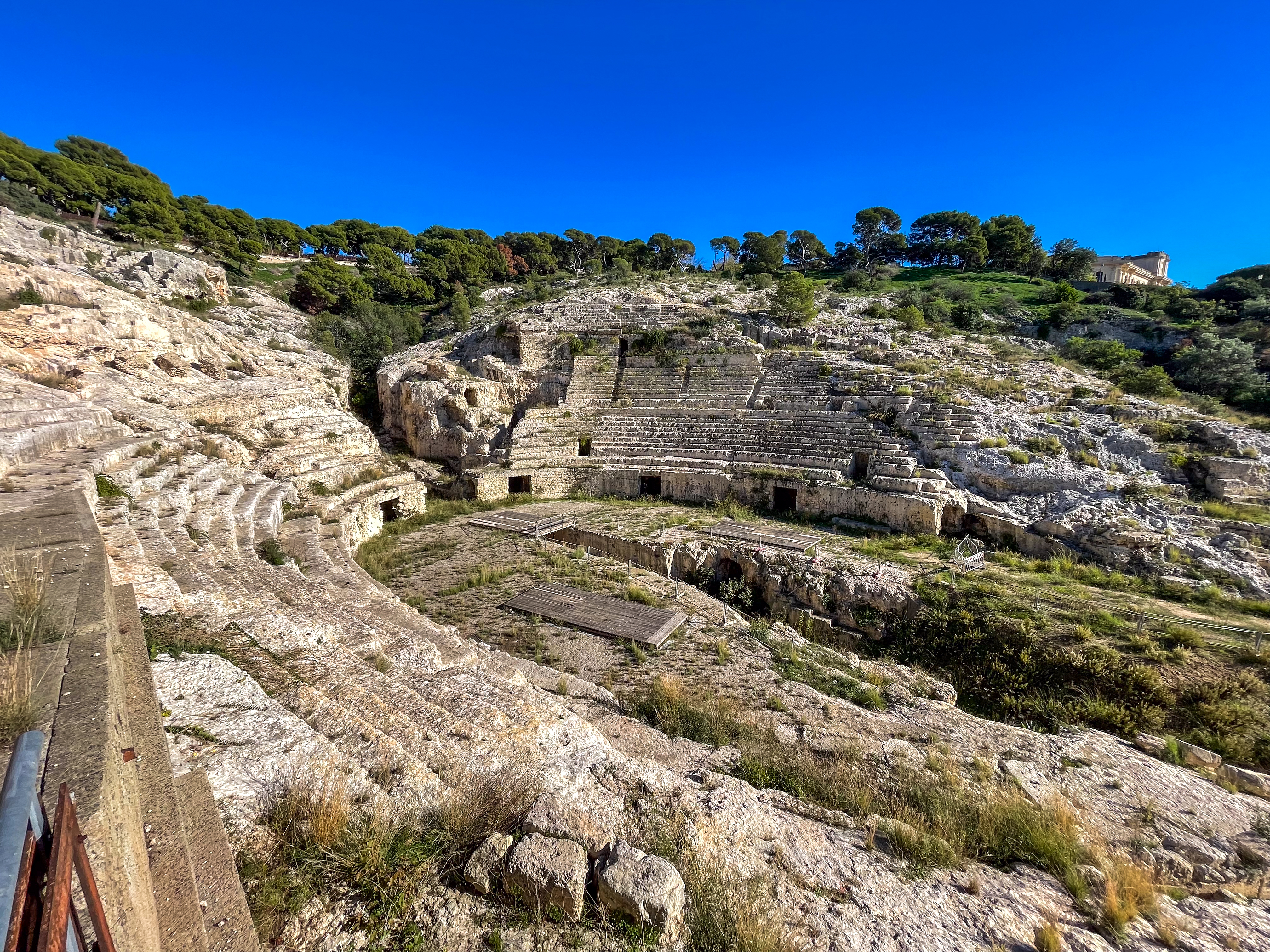
Anfiteatro romano di Cagliari

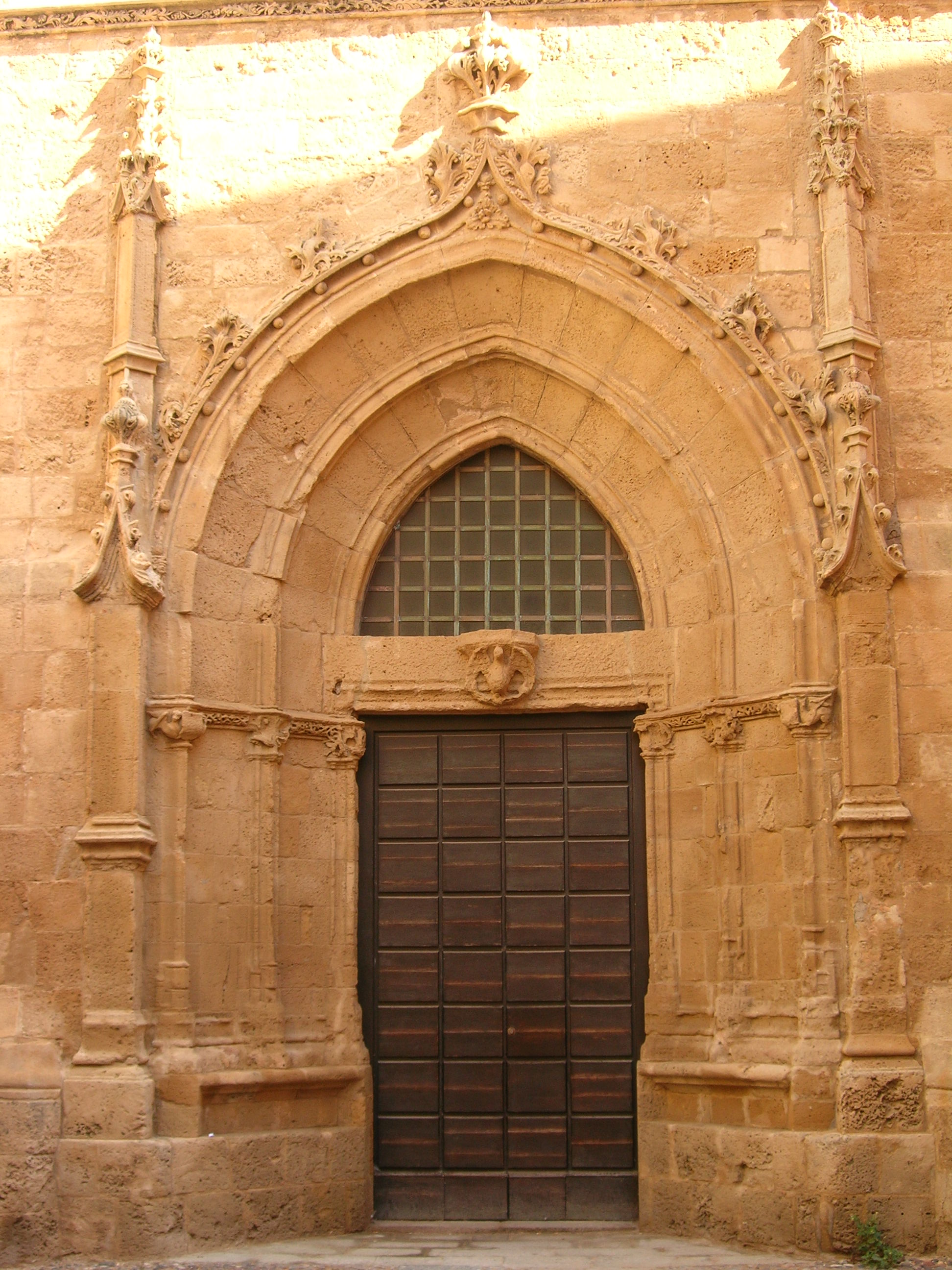
Portale gotico della cattedrale di Santa Maria di Alghero

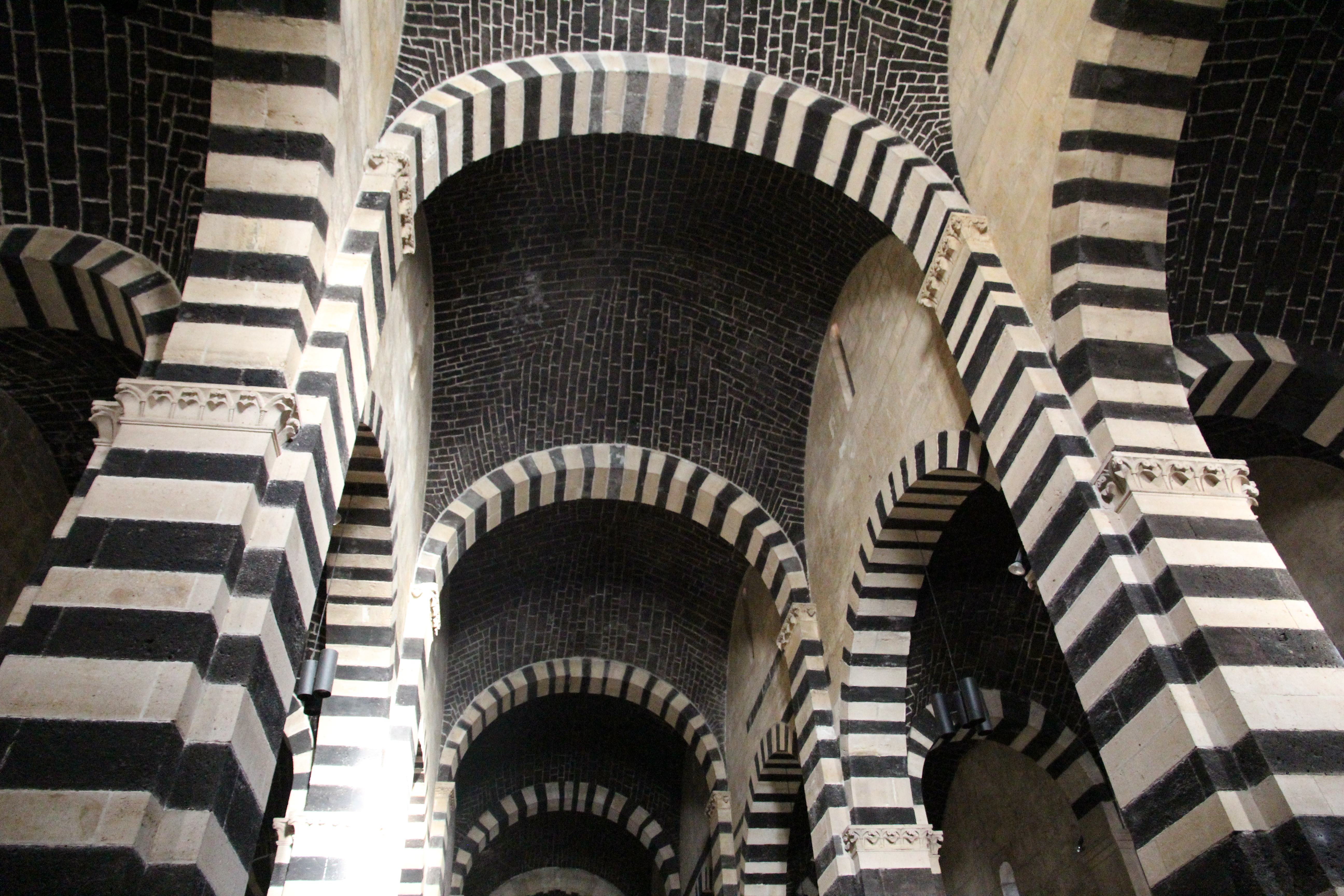
Interno della chiesa di San Pietro di Sorres, Borutta (SS)

I Romani diedero impulso alla ristrutturazione di diverse città e alla realizzazione di molteplici infrastrutture di cui rimangono le rovine, come il palazzo di Re Barbaro a Porto Torres o l'anfiteatro di Cagliari. Un particolare sviluppo ebbe nel periodo giudicale l'architettura romanica. La basilica di San Gavino a Porto Torres è considerato il testo architettonico di riferimento per lo sviluppo dell'architettura romanica in Sardegna. 
I francescani introdussero forme del gotico italiano a partire dal XIII secolo. Gli Aragonesi concentrarono le prime realizzazioni a Cagliari: la più antica chiesa gotico-catalana della Sardegna è il santuario di Nostra Signora di Bonaria. Ad Alghero furono costruite la chiesa di San Francesco e la cattedrale.
L'architettura rinascimentale è scarsamente rappresentata e, in genere, si è manifestata in epoca tarda, spesso come interventi parziali su architetture preesistenti. La chiesa di Sant'Agostino di Cagliari è uno degli esempi più identificabile negli stilemi rinascimentali. L'architettura barocca ha avuto un discreto sviluppo: esempi interessanti sono la chiesa di Santa Caterina e la facciata della cattedrale di San Nicola a Sassari, la Collegiata di Sant'Anna e la chiesa di San Michele a Cagliari e la cattedrale di Oristano, ricostruita nel XVIII secolo.
A partire dal XIX secolo, si diffondono nell'isola nuove forme architettoniche di stile neoclassico. Tra le figure più rappresentative di questa fase spiccano l'architetto cagliaritano Gaetano Cima, Giuseppe Cominotti e Antonio Cano. Nella seconda metà dell'Ottocento a Sassari fu realizzato il neogotico palazzo Giordano (1878) che rappresenta uno dei primi esempi di revivalismo nell'isola.

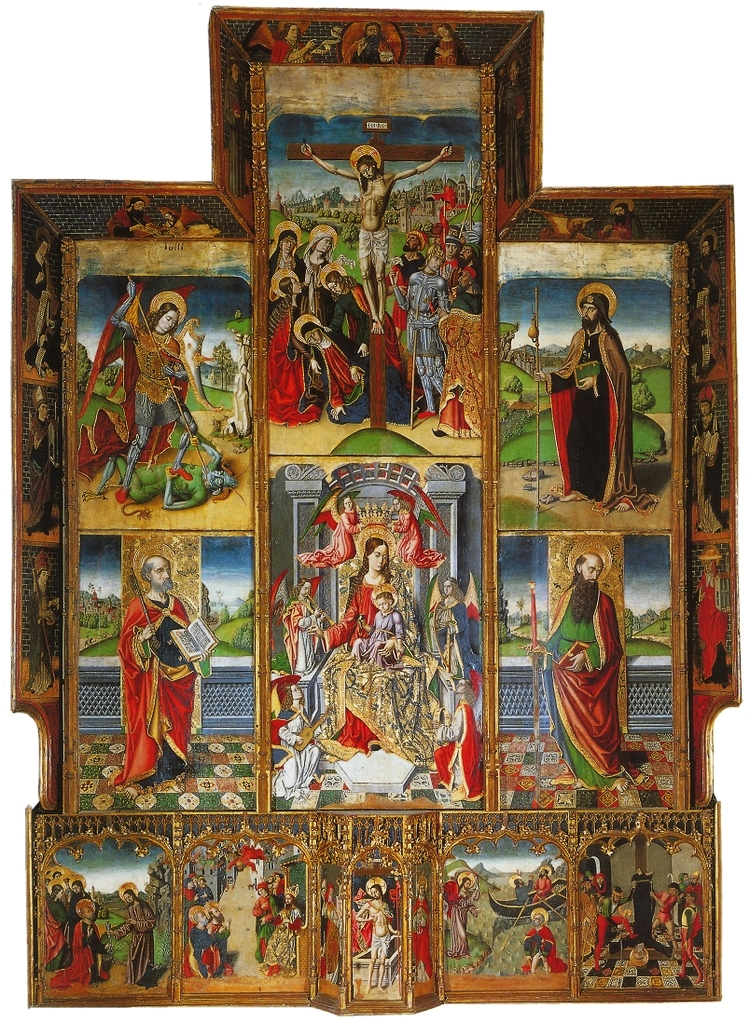
Il Retablo di Tuili del Maestro di Castelsardo, chiesa di San Pietro di Tuili

### Arte
Il Neolitico fu il periodo in cui si rilevano le prime manifestazioni artistiche con le tipiche statuine della Dea Madre e di ceramiche incise con disegni geometrici. Successivamente la Cultura nuragica produrrà centinaia di statuine in bronzo e l'enigmatica statuaria in pietra dei Giganti di Mont'e Prama.
Il connubio tra le popolazioni nuragiche e i mercanti provenienti da ogni parte del Mediterraneo portò a una raffinata produzione di gioielli in oro. I Romani introdussero l'arte dei mosaici e ornarono con sculture e pitture le ricche ville dei patrizi. 
Nel Medioevo, durante il periodo giudicale, le architetture delle chiese furono arricchite da capitelli, sarcofagi, affreschi, altari in marmo e impreziosite da retabli, dipinti da importanti pittori come il Maestro di Castelsardo, Pietro Cavaro, Antioco Mainas, Andrea Lusso, e la scuola del Maestro di Ozieri a cui facevano capo Giovanni del Giglio e Pietro Giovanni Calvano.
Nel XIX secolo e poi nel XX si affermano i miti della genuinità del popolo sardo, di un'isola incontaminata e fuori dal tempo: tali miti verranno celebrati da artisti sardi quali Giuseppe Biasi, Francesco Ciusa, Filippo Figari, Mario Delitala e Stanis Dessy. Nelle loro opere racconteranno i valori autoctoni del mondo agro pastorale, non ancora omologati alla modernità che premeva dall'esterno. Altri artisti importanti della seconda metà del Novecento sardo sono stati Costantino Nivola, Salvatore Fancello, Giovanni Pintori, Maria Lai e Pinuccio Sciola.

### Letteratura

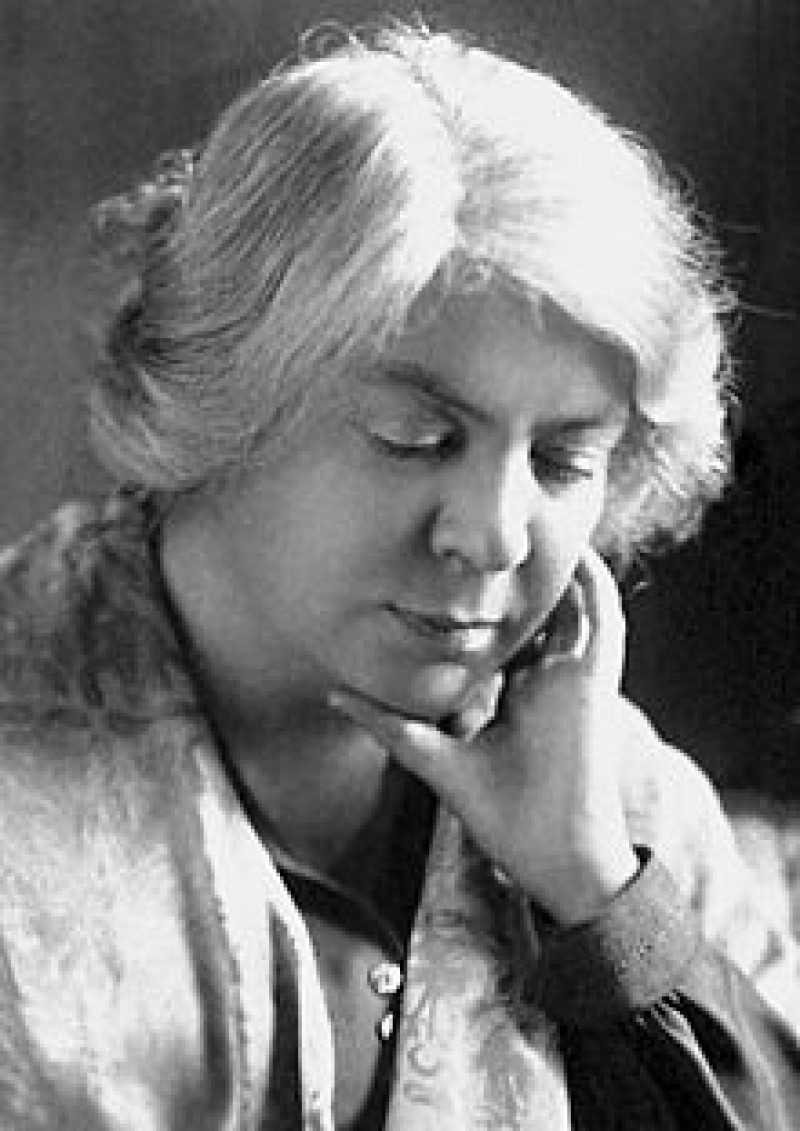
Grazia Deledda, premio Nobel per la letteratura nel 1926

La prima opera letteraria in sardo risale alla seconda metà del Quattrocento: un poemetto ispirato alla vita dei santi martiri turritani per opera dall'arcivescovo di Sassari Antonio Cano. La produzione letteraria ebbe un notevole sviluppo nel Cinquecento, il protagonista fu Antonio Lo Frasso, la sua Los diez libros de Fortuna de Amor è citata nel Don Chisciotte della Mancia di Miguel de Cervantes. L'opera è scritta principalmente in spagnolo, ma ci sono parti scritte in catalano e in lingua sarda. Quello del plurilinguismo è stato un tratto caratteristico degli scrittori isolani di quell'epoca: fra questi si distinsero Sigismondo Arquer, Giovanni Francesco Fara e Pietro Delitala. Delitala scrisse in italiano, allora toscano, e Gerolamo Araolla nelle tre lingue. Ma già nel Seicento si ha una totale integrazione nel mondo iberico come dimostrato dalle opere in spagnolo dei poeti José Delitala y Castelvì, Josè Zatrilla e gli scrittori Francesco Angelo de Vico e Salvatore Vidal.
Dal 1720, con il passaggio del Regno di Sardegna alla Casa Savoia, gradualmente l'italiano divenne lingua ufficiale. Nell'Ottocento si ha un rinnovato interesse per la storia e la cultura della Sardegna: Giovanni Spano intraprende i primi scavi archeologici, Giuseppe Manno scrive la prima grande storia generale dell'isola, Pasquale Tola scrive biografie di sardi illustri. Alberto La Marmora percorre l'intera isola riportando le sue impressioni nei quattro volumi di un'opera intitolata Voyage en Sardaigne.
Nei primi del Novecento la società sarda viene raccontata da Grazia Deledda, da Enrico Costa e dal poeta Sebastiano Satta. In anni più recenti alcuni autori diventarono i rappresentanti della cosiddetta Nuova letteratura sarda. Nel nuovo millennio emerge la scrittrice, saggista e attivista politica Michela Murgia

### Musica e danza

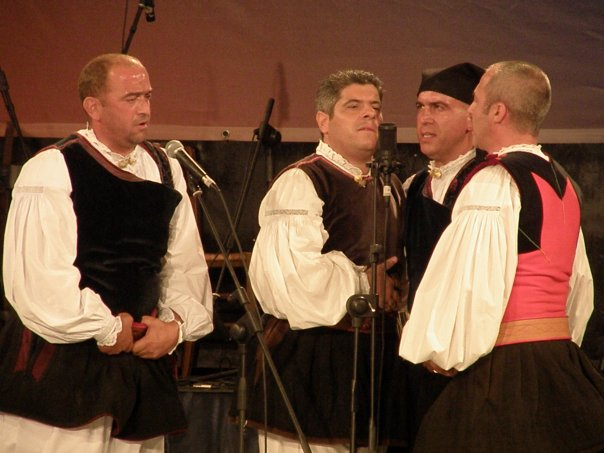
Tenores di Bitti "Mialinu Pira"

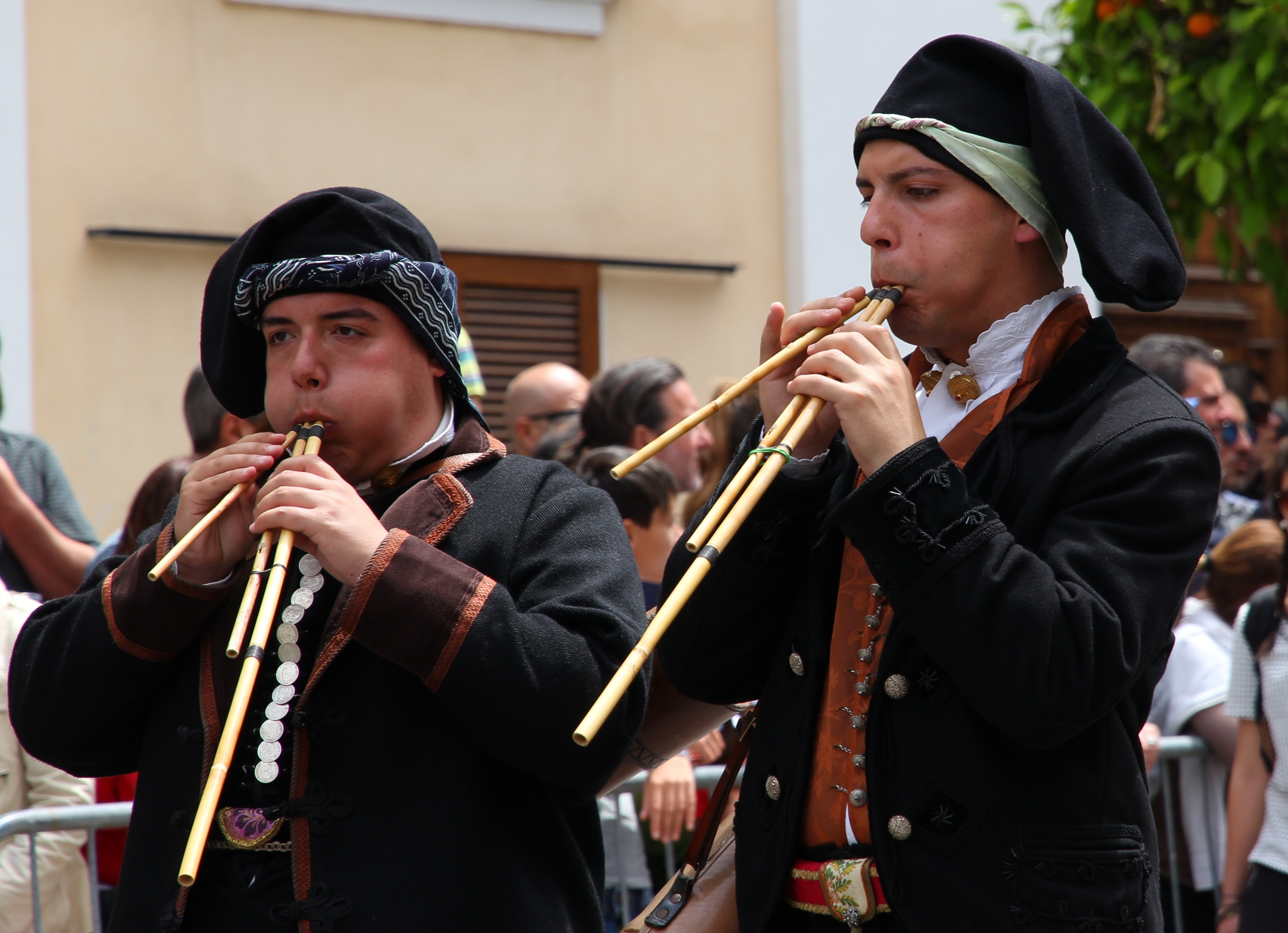
Suonatori di launeddas

La musica tradizionale sarda è molto antica: un vaso risalente alla cultura di Ozieri, circa 3.000 anni a.C., riporta delle scene di danza. La caratteristica danza sarda chiamata su ballu tundu viene spesso accompagnata dal suono delle launeddas, un antico strumento oggetto di studio da parte del musicologo Andreas F. Weis Bentzon. 
Il canto a tenore è tipico della Barbagia ed è ritenuto un'espressione artistica peculiare e unica al mondo: nel 2005 è stato riconosciuto dall'UNESCO come patrimonio orale e immateriale dell'Umanità. 
Il cantu a chiterra è un canto nato in Logudoro e diffusosi successivamente anche in Gallura e Planargia: spesso, nelle feste paesane, si svolgono delle vere e proprie competizioni tra cantadores, accompagnati da un chitarrista e spesso anche da un fisarmonicista. Ha conquistato popolarità internazionale grazie alla cantante Maria Carta. Numerosi i compositori sardi: si ricordano Luigi Canepa, Gavino Gabriel, Lao Silesu ed Ennio Porrino.

### Costumi

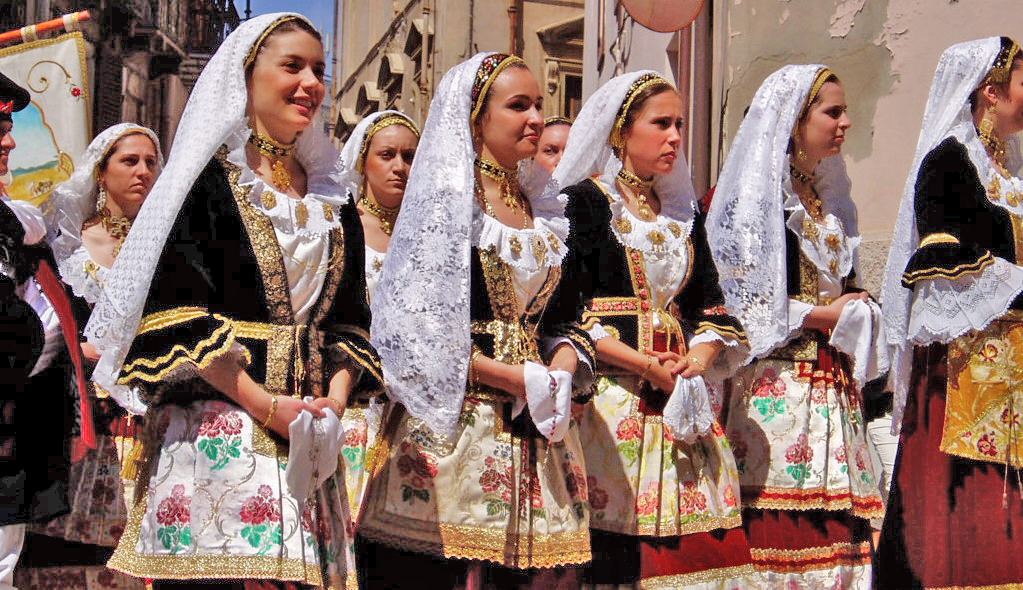
Donne in costume tradizionale

I costumi tradizionali sono considerati uno scrigno di tradizioni etnografiche e culturali dalle caratteristiche molto peculiari, frutto di secolari stratificazioni storiche. Sebbene il modello base sia omogeneo e comune in tutta l'isola, ogni paese ha un proprio abbigliamento tradizionale, maschile e femminile.
Nel passato gli abiti svolgevano una precisa funzione di comunicazione, poiché evidenziavano lo stato anagrafico e il ruolo in ambito sociale, la regione storica o il paese di appartenenza, o un particolare stato civile (es.baghiàna/u che significa "scapolo"). Tuttora, nel XXI secolo, si possono incontrare persone anziane vestite in costumene, ma solo sino a metà Novecento il costume rappresentava il vestiario quotidiano.

### Eventi e manifestazioni

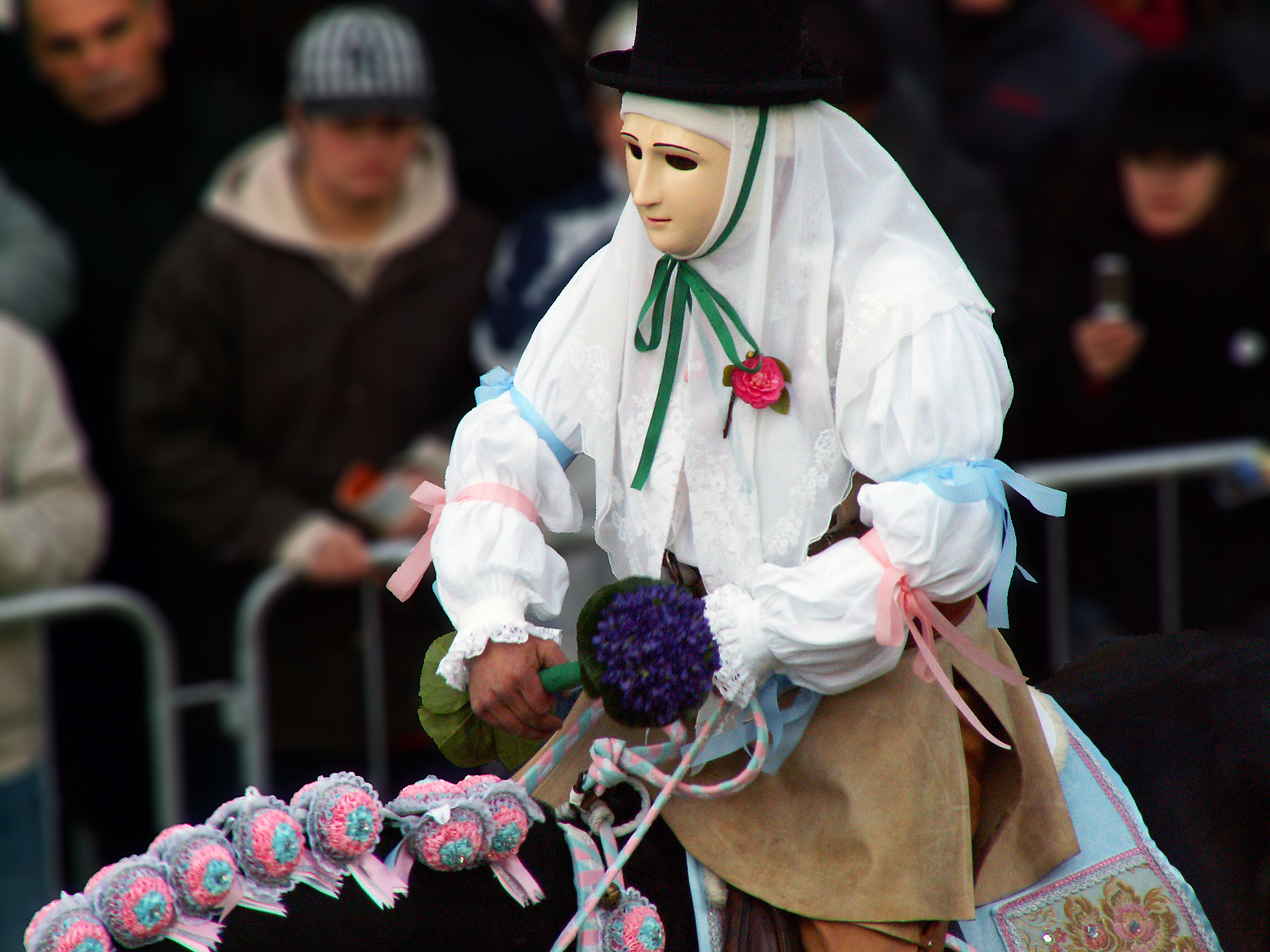
Oristano, Su cumponidori della Sartiglia

Le feste scandiscono da sempre la vita delle comunità isolane e in epoca moderna sono legate al desiderio di mantenere vive le tradizioni. In Sardegna andare per feste significa immergersi in una cultura antica alla scoperta di suoni e di armonie sconosciute, di balli ritmici in ricchi costumi tradizionali, di gare poetiche, di sfrenate corse di cavalli e sfilate folcloristiche.
Le manifestazioni popolari più conosciute e pubblicizzate a livello turistico sono: sant'Efisio a Cagliari, la Faradda di li candareri a Sassari, S'Ardia a Sedilo, Sa Sartiglia a Oristano, la Cavalcata sarda a Sassari, il carnevale allegorico di Tempio Pausania e i riti della settimana santa in varie parti dell'isola.

#### Festività regionale
Sa die de sa Sardigna è una giornata di festività istituita dal Consiglio regionale della Sardegna con la Legge regionale 14 settembre 1993 e si festeggia nella data istituzionalizzata del 28 aprile. La festività fu istituita in memoria della ribellione popolare contro il sistema feudale e i soprusi baronali.

### Patrimoni dell'umanità dell'UNESCO
Il nuraghe e le espressioni della civiltà nuragica, il cui esempio più significativo è stato identificato in Su Nuraxi di Barumini, dal 1997. Le domus de janas, architetture funerarie prenuragiche, hanno ricevuto il riconoscimento nel 2025. Inoltre, tra i Patrimoni orali e immateriali dell'umanità, vanno ricordati:
- il canto a tenore (cantu a tenore / cuncordu) dal 2005;
- il canto della Sibilla (cant de la Sibil·la), canto gregoriano in catalano dal 2010;
- la Faradda di li candareri, famosa manifestazione della città di Sassari, dal 2013.

### Università
La Sardegna è sede di due università statali: l'Università di Sassari, fondata nel 1562 e a cui il re Filippo III concesse lo statuto di prima Università regia nel 1617, e l'Università di Cagliari, fondata nel 1607 ed entrata ufficialmente in funzione nel 1626.

### Enogastronomia
La cucina sarda è molto varia ed è basata su ingredienti semplici e originali, derivati sia dalla tradizione pastorale e contadina, sia da quella marinara. Varia da zona a zona non solo nel nome delle pietanze ma anche nei componenti utilizzati. Come antipasti sono diffusi i prosciutti di cinghiale e di maiale, le salsicce, accompagnati da olive e funghi, mentre per i piatti a base di pesce sono svariati gli antipasti di mare. Alcuni primi piatti tipici sono i malloreddus, i culurgiones, i cui ingredienti cambiano da paese a paese, il pane frattau, la fregula, la zuppa gallurese e le lorighittas. Come secondi piatti, gli arrosti costituiscono una peculiare caratteristica, tanto che quello del maialetto è considerato l'emblema della cucina sarda.

#### Il pane
Diverse tecniche e procedimenti lavorativi contribuiscono a rendere molteplice la scelta delle forme di pane in ogni zona dell'isola. 
Alcuni tipi di pane più diffusi sono: il pane carasau (tipico pane della Barbagia), il pistocu, la spianada (conosciuta anche come cogones o cogoneddas),, il civraxiu (tipico del Campidano), il coccoi a pitzus e il pane 'e poddine, molto simile alla pita.

#### Dolci e pani votivi

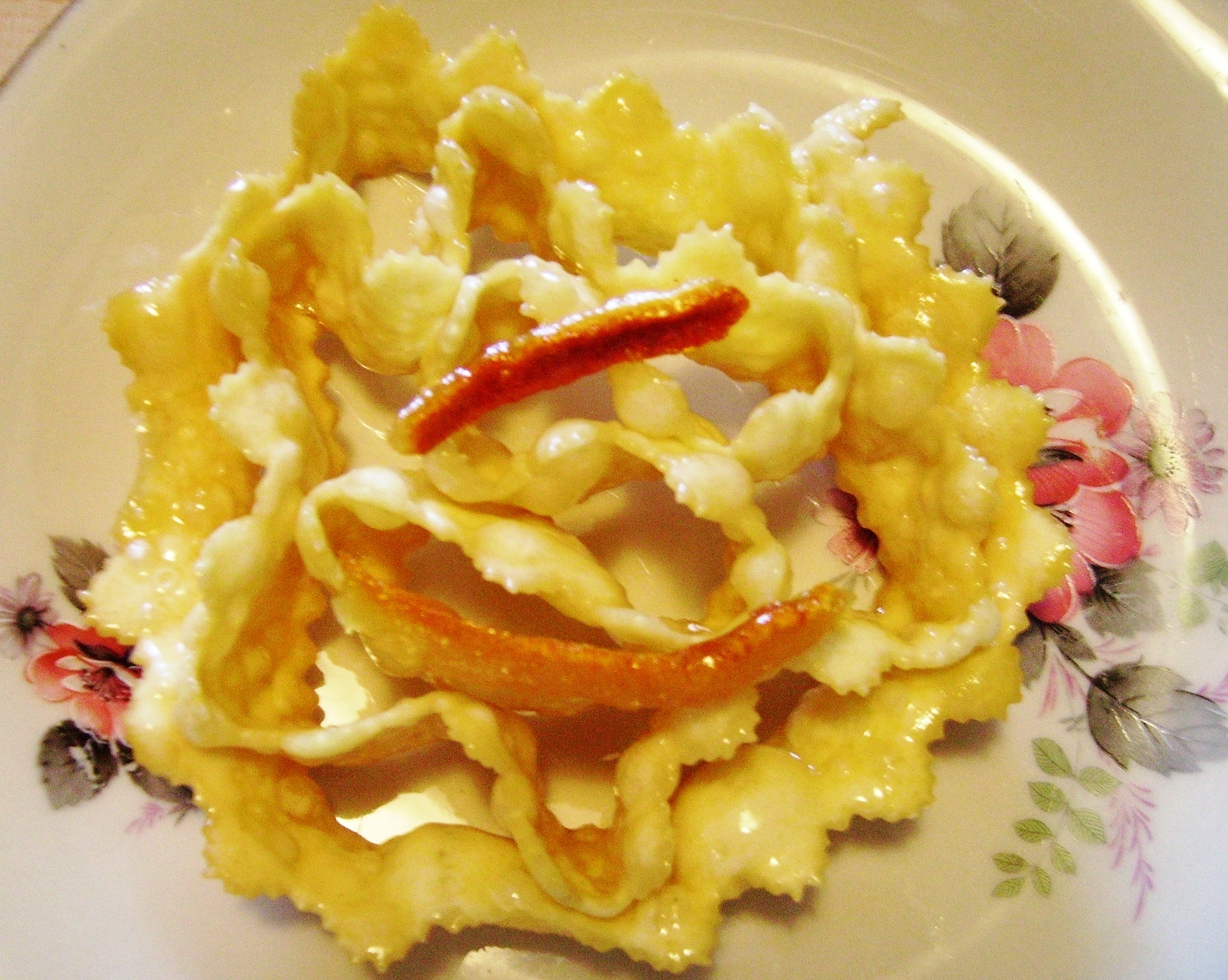
Orilleta ricoperta di miele e scorze d'arancio candite

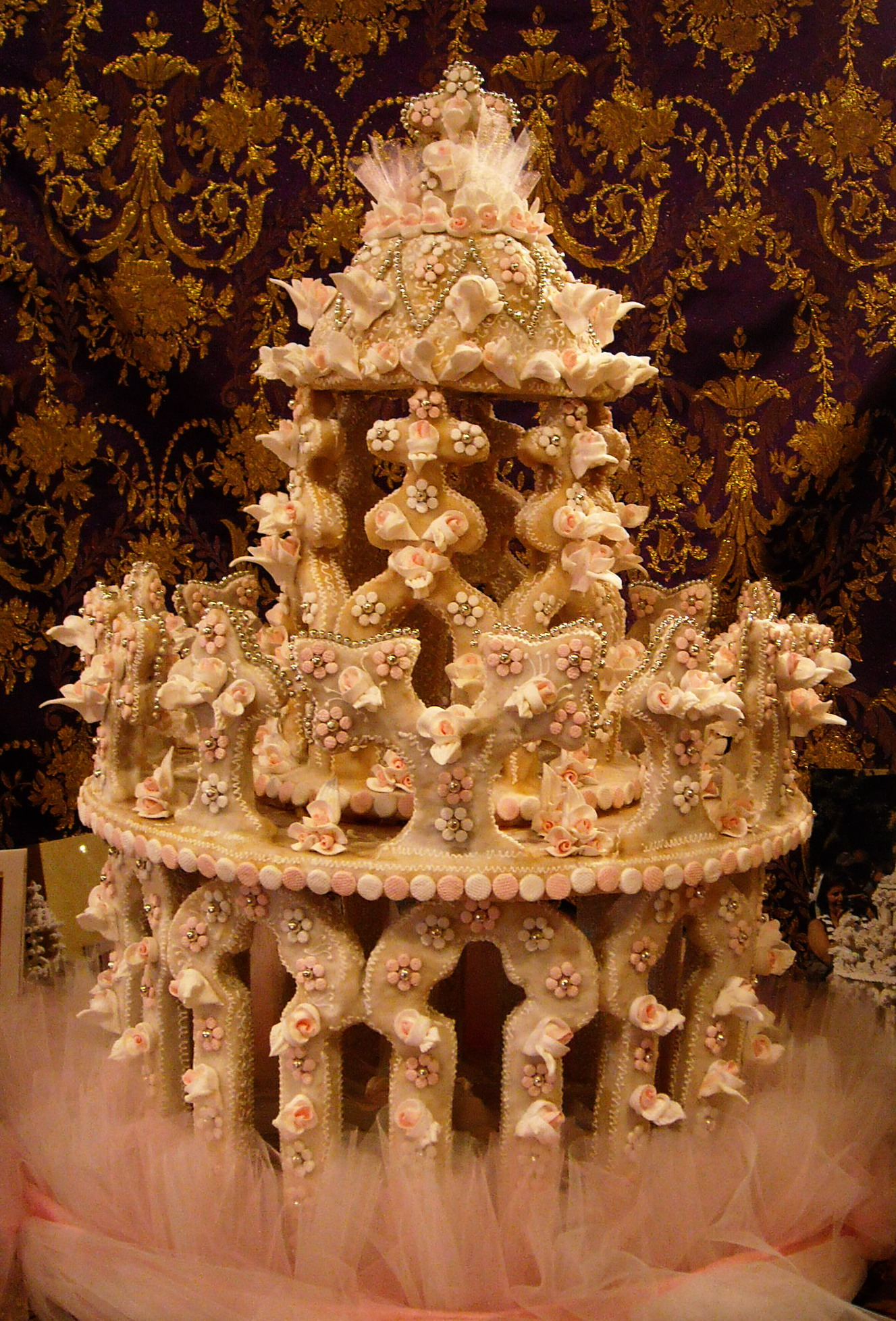
Quartucciu, torta nuziale

Per la lavorazione dei pani votivi e la preparazione dei dolci si utilizzano ingredienti semplici e possibilmente locali:  come la farina di grano duro, le mandorle e il miele. Per alcuni dolci si usa anche il formaggio o la ricotta. A gennaio per i falò di sant'Antonio, vengono preparati come dolci le cotzuleddas, i pirichitos e il pistiddu. Per carnevale si preparano le frisolas, le catas, le orilletas e le tzìpulas.
Per la festa di san Marco sono tipici i pani votivi artistici, gialli per la presenza dello zafferano, decorati con delle particolari fantasie floreali. Per la Pasqua si preparano le pitzinnas de ou, le pardulas o casadinas, le tzilicas e la pischedda. Per Ognissanti dolci caratteristici sono il pane de saba e i vari pabassinos. Comunemente diffusi il torrone, le seadas, i rujolos, i mostaccioli, i sospiri, particolarmente delicate e pregiate le copulette (tiriccas) di Ozieri.

#### I formaggi
La Sardegna ha un'antica tradizione pastorale e offre una vasta produzione di formaggi pecorini esportati e apprezzati ovunque, soprattutto in Nord America. Sono tre i formaggi DOP: il Fiore Sardo, il pecorino sardo e il pecorino romano che è prodotto per il 97% nell'isola.

#### Vini e liquori
La coltura della vite in Sardegna risale all'epoca della civiltà nuragica. Tra i vini rossi più noti si annoverano il Cannonau, il Monica, il Carignano del Sulcis, il Girò, mentre tra i bianchi vi sono quelli previsti dal disciplinare: Vermentino di Gallura DOCG, la Malvasia di Bosa, il Nasco, il Torbato, il Nuragus di Cagliari, il Moscato, la Vernaccia di Oristano. 
A fine Novecento diversi vitigni minori sono stati riscoperti e sono oggetto di un'importante valorizzazione da parte di diversi produttori sardi. È il caso di vitigni come il Cagnulari (che era in via di estinzione), il Caddiu (valle del Tirso), il Semidano e altri. Molti vini sono DOC, e variano di gusto e di gradazione a seconda delle zone in cui vengono prodotti. Si produce l'acquavite che è nota con il nome di filu 'e ferru o abbardente. Tra i liquori, il liquore di mirto (sia bianco che rosso) e il Villacidro sono tra i più diffusi.

## Società
|    | Città             | Abitanti |
| -- | ----------------- | -------- |
| 1  | Cagliari          | 146 485  |
| 2  | Sassari           | 120 345  |
| 3  | Quartu Sant'Elena | 67 888   |
| 4  | Olbia             | 61 740   |
| 5  | Alghero           | 41 880   |
| 6  | Nuoro             | 32 893   |
| 7  | Oristano          | 29 917   |
| 8  | Selargius         | 28 288   |
| 9  | Carbonia          | 25 479   |
| 10 | Assemini          | 25 520   |

### Evoluzione demografica
Nonostante una civiltà plurimillenaria e una popolazione residente quasi triplicatasi nell'arco di 140 anni, la Sardegna è una delle poche regioni europee in cui un'economia moderna e diversificata convive con un ecosistema naturale ancora intatto in vaste aree del territorio; questo fatto è spiegabile grazie alla bassa densità abitativa, pari a 69 ab./km², dato al terzultimo posto fra le regioni italiane. Questa densità si ritrova in maniera diversa, nei vari territori: minima nella provincia di Nuoro con 37,69 ab./km², massima con i 345,87 ab./km² della città metropolitana di Cagliari.

### Città e aree urbane
I centri urbani della Sardegna sono di modeste dimensioni e solo due, Cagliari e Sassari, superano i 100 000 abitanti, risultando essere anche i due poli principali della regione. Tra gli altri centri non conurbati Olbia, Alghero, Nuoro e Oristano hanno popolazione superiore a 30 000 abitanti e fungono da riferimento per i relativi territori.

### Immigrazione
La presenza dell'uomo moderno sull'isola risale al Paleolitico superiore (grotta Corbeddu) e al Mesolitico (es. Amsicora), ma è solo a partire dal Neolitico antico che si ha una capillare occupazione del territorio grazie all'arrivo di nuove popolazioni dall'Europa continentale che introdussero la cosiddetta rivoluzione neolitica, originatasi nel Vicino Oriente. Durante l'Età dei metalli altre genti, provenienti da varie regioni europee, si spinsero sull'isola, sovrapponendosi o mischiandosi con chi le precedeva.
Dal VIII secolo a.C. circa, i Fenici si insediarono in alcune località costiere. Successivamente sia i Cartaginesi che i Romani fondarono nuovi insediamenti e deportarono nell'isola un vasto numero di schiavi, utilizzati per lavorare nelle miniere e nelle pianure come agricoltori, per la produzione intensiva di cereali.
Nel Medioevo fu importante anche l'afflusso di genti toscane, liguri e còrse e successivamente iberiche, durante la dominazione aragonese e spagnola, mentre in epoca moderna, nel XVIII secolo, ci fu l'insediamento dei tabarchini nell'isola di San Pietro (Carloforte) e nell'estremità settentrionale dell'isola di Sant'Antioco (Calasetta). Nella prima metà del XX secolo arrivarono alcune popolazioni venete, chiamate da Mussolini a insediarsi nelle bonifiche dell'oristanese e che nel 1928 fondarono Mussolinia, in seguito rinominata Arborea. Numerosi lavoratori giunsero da varie regioni d'Italia per popolare il grosso centro minerario di Carbonia, nel Sulcis (1938). Nel 1946 arrivarono gli esuli istriano-giuliano-dalmati scampati all'epurazione etnica perpetrata in Dalmazia e nell'Istria, che si stabilirono a Fertilia, nella Nurra di Alghero. Tra la fine del XX secolo e l'inizio del XXI si è registrato un discreto flusso immigratorio di cittadini provenienti da altri paesi europei ed extra-europei. La popolazione straniera al 1° gennaio 2024 ammontava a 52 041 persone, il 3,3% della popolazione residente.

### Emigrazione
I primi flussi migratori considerevoli si registrano verso la fine dell'Ottocento, in seguito all'interruzione del trattato commerciale con la Francia nel 1888. Il picco massimo fu raggiunto nel biennio 1896-1897 allorché partirono oltre 5.200 persone dirette principalmente in America.
Considerando il periodo che va dal 1876 al 1903 gli espatri sardi furono verso il bacino del Mediterraneo e l'Europa (complessivamente il 61,9%), mentre il resto dei flussi migratori era quasi interamente destinato verso le Americhe (di cui oltre il 92% con meta il Brasile). Dai primi anni del Novecento il flusso divenne costante, dal 1901 al 1905 la destinazione principale fu l'Africa. Dal 1906 al 1914 la media annuale crebbe in maniera considerevole e anche le destinazioni cambiarono infatti l'America divenne la meta più ambita seguita dall'Europa, mentre in Africa si indirizzò il flusso minore.
Dopo l'intervallo della prima guerra mondiale il flusso riprese e fra il 1919 e il 1925 l'Europa assorbì il maggior numero degli emigranti. In totale, considerando l'intervallo dal 1876 al 1925, si contano 122 978 emigrati verso l'Europa, l'America e l'Africa. La situazione all'inizio del XXI secolo non sembra cambiare, poiché nell'81% dei casi i paesi europei sono quelli che accolgono più sardi. Fra questi un numero cospicuo di giovani laureati. Una particolarità del movimento migratorio sardo fu quello dell'emigrazione femminile che in alcuni periodi, come negli anni sessanta era comparabile come numero a quella maschile.

## Economia
Regioni meno sviluppate (PIL pro capite < 75 % media UE)
     Regioni di transizione (PIL pro capite 75÷90 % media UE)
     Regioni più sviluppate (PIL pro capite > 90 % media UE)

Fondo europeo di sviluppo regionale 2014-2020
Regioni meno sviluppate (PIL pro capite < 75 % media UE)
Regioni di transizione (PIL pro capite 75÷90 % media UE)
Regioni più sviluppate (PIL pro capite > 90 % media UE)

Secondo Eurostat nel 2009 la Sardegna aveva un reddito pro capite a parità di potere di acquisto pari all'80% della media dell'Unione europea; le regioni italiane più povere erano la Sicilia e la Calabria con il 68%, la suddivisione più ricca era la Provincia autonoma di Bolzano con il 148%. 
██ Terziario (67,8%)
██ Secondario (23,5%)
██ Primario (8,7%)
Nel 2020 i dati parrebbero indicare che, all'interno di un Paese con differenze regionali rilevanti, il livello di benessere dei sardi sia tra i più elevati del Mezzogiorno, assieme all'Abruzzo. Il paragone non regge con le altre regioni insulari della fascia mediterranea e atlantica, infatti la situazione della Sardegna non appare altrettanto positiva. Le ragioni della disparità sono antiche e piuttosto complesse: l'insularità è di per sé una "diseconomia".

### Dati economici
Oltre al commercio, al pubblico impiego e alle nuove tecnologie, l'attività trainante dell'economia è il turismo, sviluppatosi inizialmente lungo le coste settentrionali dell'isola. Il terziario è il settore che occupa il maggior numero di addetti; gli occupati sono ripartiti nei tre settori nelle seguenti percentuali:
- 10,8% al primario;
- 22,4% al secondario;
- 66,7% al terziario.

Il tasso di disoccupazione nel 2019, secondo l'ISTAT, si attestava sul 19,8%.

### Industria
La nascita del settore industriale sardo contemporaneo è principalmente dovuta all'apporto dei finanziamenti statali al Piano di Rinascita negli anni sessanta-settanta, che portò alla formazione dei cosiddetti poli di sviluppo industriali nei settori chimico, petrolifero e metallurgico in varie aree dell'isola. Oltre a essi sono attive imprese industriali nel settore alimentare, manifatturiero, metalmeccanico, edile e legato alla lavorazione del sughero.
L'energia viene prodotta da centrali idroelettriche e da vari parchi eolici. Le ultime due centrali a carbone di Fiume Santo e Portovesme verranno dismesse nel 2025.

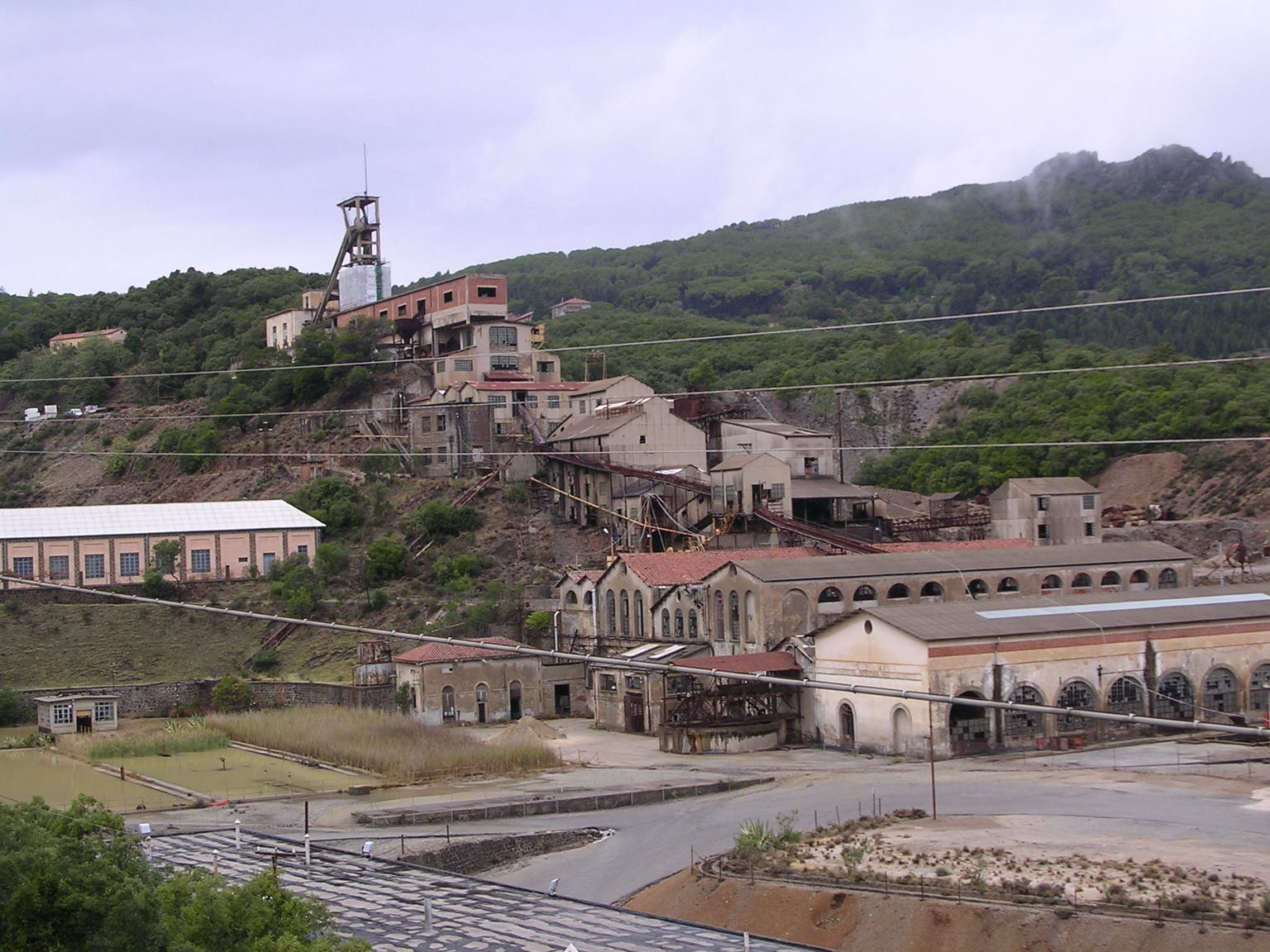
La miniera di Montevecchio

### Miniere
La Sardegna è la regione italiana con il sottosuolo più ricco di minerali: prima l'ossidiana, poi l'argento, lo zinco e il rame sono stati fin dall'antichità una vera ricchezza per l'isola, posizionandola al centro di intensi traffici commerciali. Molti centri minerari erano sfruttati per l'estrazione di piombo, zinco, rame e argento, e dall'Ottocento in poi furono aperte miniere di carbone, antimonio, bauxite e oro.
Dopo il secolare sfruttamento, dalla seconda metà degli anni sessanta molti siti minerari hanno cessato l'attività e le zone minerarie si stanno convertendo sempre di più al turismo legato all'archeologia industriale.

### Agricoltura e allevamento
Il 47,9% della superficie dell'isola è sfruttata per pascoli e agricoltura: di questa il 60,1% per l'allevamento, il 34,1% per l'agricoltura e il resto è occupato da coltivazioni legnose. In Sardegna vivono oltre 3 milioni di ovini, quasi la metà dell'intero patrimonio nazionale, a fronte di circa 12 600 pastori. La Sardegna sè specializzata da millenni nell'allevamento ovino, caprino e bovino: nel 2012 erano presenti 126 000 capi appartenenti alla razza autoctona "capra sarda".
L'agricoltura ha avuto un ruolo importante nella storia economica della regione, soprattutto nella grande piana campidanese particolarmente adatta alla cerealicoltura. Nel XXI secolo il settore agricolo è legato soprattutto a produzioni specializzate come quelle cerealicola, vinicola, dell'olivicoltura, degli agrumi e del carciofo. Nel patrimonio boschivo è presente la quercia da sughero, che cresce spontanea e che viene esportata: la Sardegna produce infatti circa l'80% del sughero italiano.

### Pesca
La pesca è un'attività affermatasi tra il Settecento e l'Ottocento, grazie alla pescosità dei mari circostanti e alla notevole estensione costiera dell'isola. È molto sviluppata a Cagliari, ad Alghero e nelle coste del Sulcis, oltre ad avere rilevanza anche nell'Oristanese per la pesca delle anguille e muggini). Ottima è la produzione di mitili, specialmente a Olbia.
Nelle zone di Alghero, Bosa e Santa Teresa è molto attiva la pesca alle aragoste insieme alla raccolta del corallo. Di antica tradizione e mai abbandonata è la pesca del tonno specie nei dintorni di Carloforte con il Girotonno.

### Artigianato
L'artigianato tradizionale sardo è un insieme di arti popolari estremamente vario.
La tessitura di tappeti e arazzi è in larga parte ancora praticata con telai di concezione molto antica. La lavorazione del legno è caratterizzata da prodotti originali come le cassapanche intagliate, le sedie impagliate di Assemini, le biseras dei Mamuthones (le maschere tradizionali mamoiadine), e le produzioni in sughero di Calangianus.

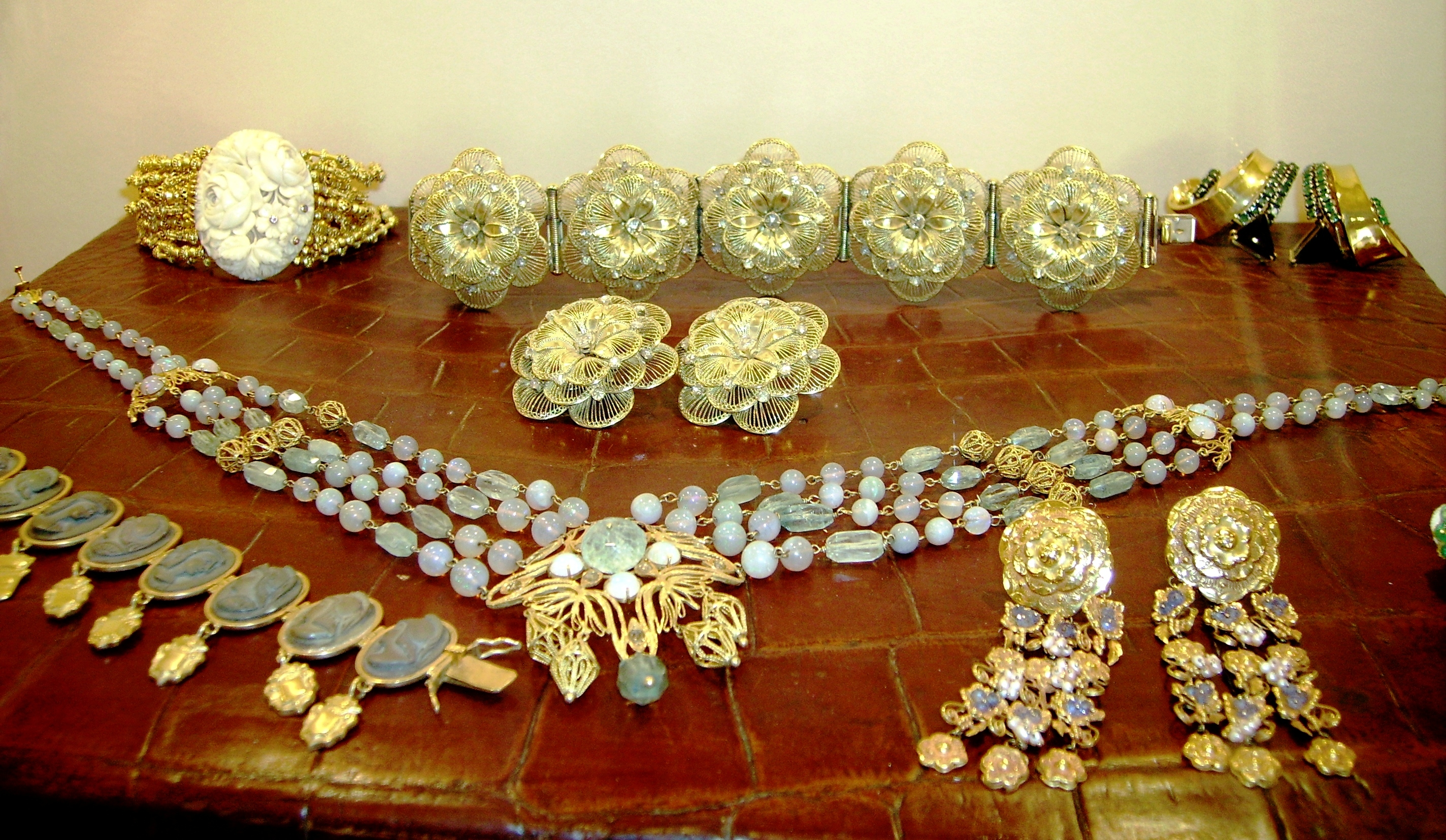
Gioielli sardi in filigrana

L'artigianato della cestineria in asfodelo è molto diffuso nell'oristanese. A Castelsardo sono presenti attività artigianali di produzione di cesti e nasse mediante intreccio della palma nana, del giunco e della rafia. Le ceramiche hanno una forma semplice e lineare. Altra antica tradizione è quella legata alla coltelleria, con la produzione della arresoja, resolza o resorza nella cui lavorazione si distinguono gli artigiani di Pattada e Arbus.
L'oreficeria ha radici antiche: alcuni oggetti risalgono all'epoca fenicia e punica. I gioielli tradizionali sono tipicamente in filigrana. Tra essi si ricordano: la corbula, ossia il bottone sardo, spille, il pendente lasu, l'anello maninfide e la fede sarda.

### Tecnologia
In Sardegna dai primi anni 1990 si è consolidata una forte competenza nelle tecnologie digitali. A Pula sorge il CRS4 (Centro di ricerca, sviluppo e studi superiori in Sardegna) che, sotto la guida del premio Nobel per la fisica Carlo Rubbia, ha permesso di portare avanti progetti di respiro nazionale e internazionale, come il primo sito web italiano (1993), il primo giornale on-line europeo curato dall'Unione Sarda (1994), uno dei primi Internet service provider italiani, Video On Line, e propiziato la nascita di Tiscali, la cui sede è sita nell'omonimo campus in località Sa Illetta a Cagliari, e diverse altre iniziative. Presso il CRS4 sono presenti inoltre centri di sviluppo e laboratori di innovazione della multinazionale cinese Huawei.
Dal 2008 è in fase di studio il Telescopio Einstein: il sito sardo candidato a ospitare questo progetto di terza generazione è la miniera di Sos Enattos a Lula.
Nel novembre del 2016 presso il comune di Codrongianos il Gruppo Terna crea il suo polo tecnologico più avanzato in Europa a supporto e protezione delle reti elettriche nazionali con 250.000 metri quadrati di ricerca e innovazione hi-tech.

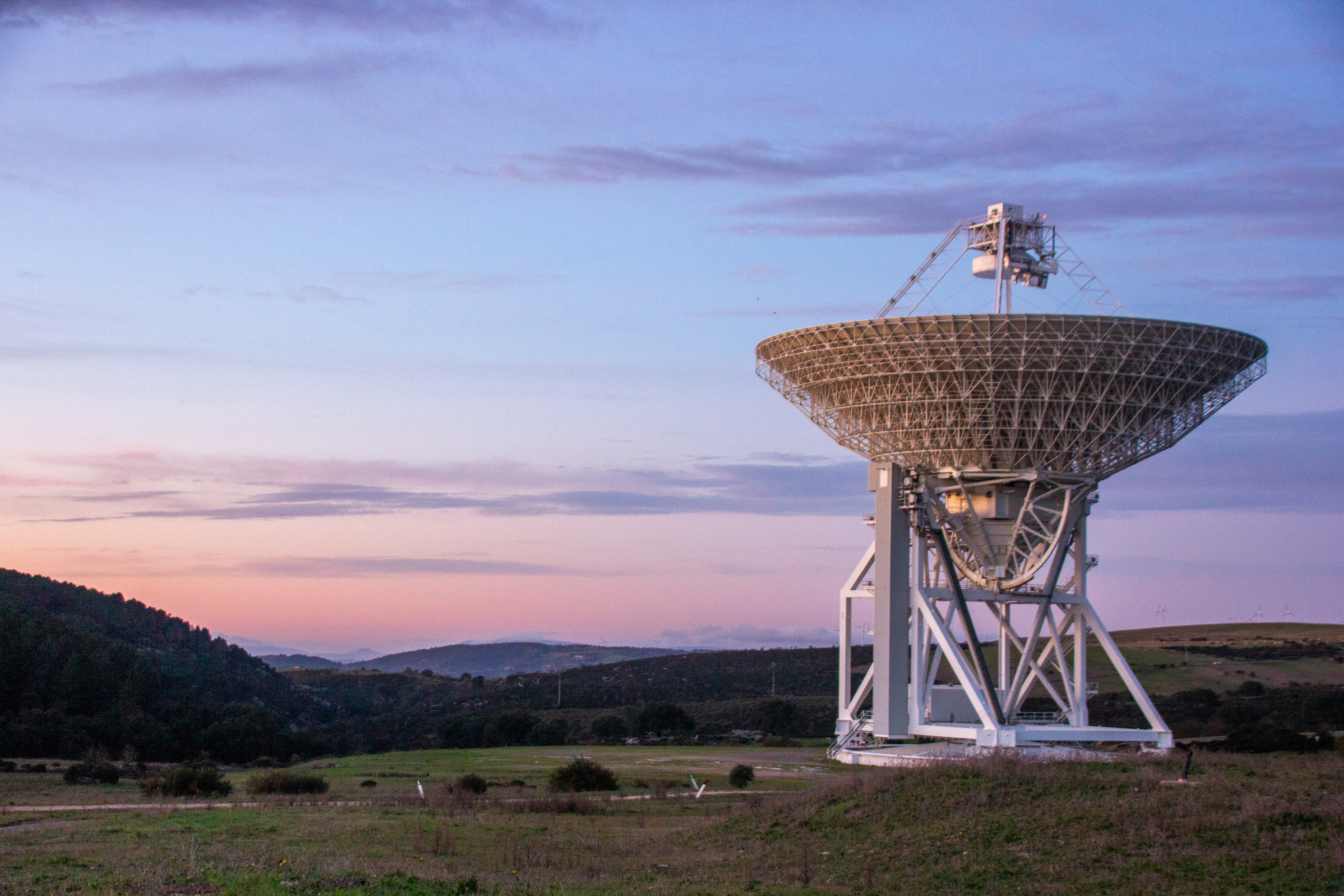
Sardinia Radio Telescope

Il Distretto aerospaziale della Sardegna (DASS) collabora con gli apparati del CRS4 e attraverso quest'ultimo nel comune di San Basilio è nato il Sardinia Radio Telescope che nel 2017 ha permesso una collaborazione proficua con la NASA. Nel novembre dello stesso anno presso il Blocco A della Cittadella Universitaria di Cagliari nasce il CeSAR (Centro Servizi di Ateneo per la Ricerca) che ospita diversi ambienti multidisciplinari di ricerca polivalente con attrezzature di altissimo livello tecnologico, uniche in Sardegna.
Nel 2018 presso gli impianti delle miniere di carbone di Seruci, nel territorio di Gonnesa è attivo il "Progetto Aria", con il quale si utilizza uno dei diversi pozzi della miniera come torre di distillazione criogenica, cioè un moderno e tecnologico impianto di frazionamento dell'aria per la produzione di argon, necessario per lo studio sulla materia oscura, e diversi altri isotopi necessari per la farmaceutica. Il progetto è in collaborazione con i laboratori nazionali del Gran Sasso.
Nel luglio del 2018 presso il comune di Assemini l'Eni ha realizzato un laboratorio tecnologico permanente per risolvere problematiche in campo ambientale ed energetico per la realizzazione di impianti tecnologicamente avanzati quali il CSP (Concentrated Solar Power) già sviluppati con il Politecnico di Milano; in regione è presente anche il poligono sperimentale e di addestramento interforze di Salto di Quirra, nel quale è in sperimentazione dal 2021 lo Space Propulsion Test Facility di Perdasdefogu.

### Turismo

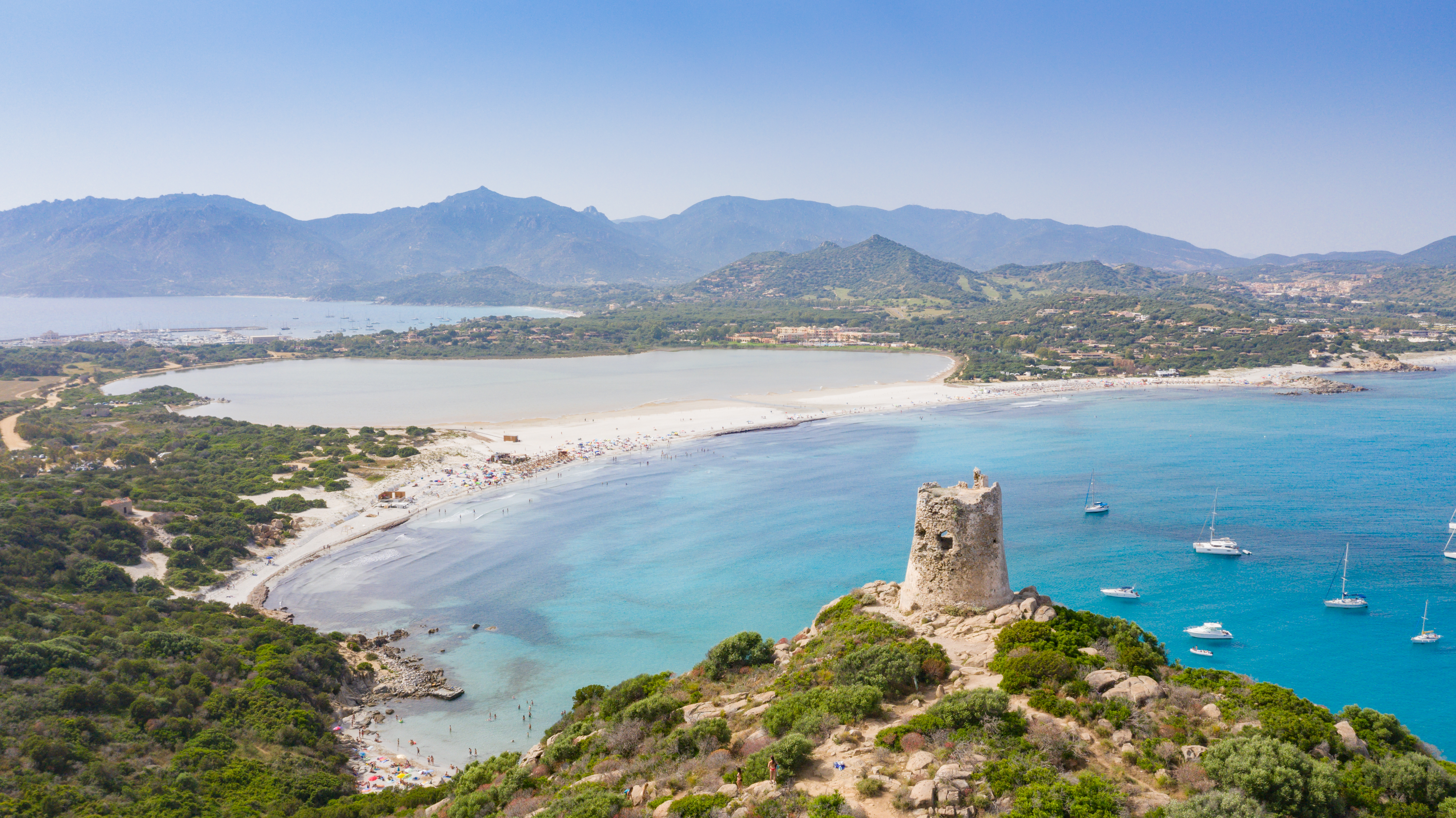
Spiaggia di Porto Giunco a Villasimius con la Torre di Porto Giunco e lo stagno di Notteri

Grazie al clima mite, ai paesaggi incontaminati e alla purezza delle acque marine, la Sardegna attira ogni anno un gran numero di turisti (nel 2024 le presenze turistiche hanno superato i 17 000 000 di visitatori). I primi investimenti e i primi piani di sviluppo risalgono al 1948 e furono attuati attraverso l'ente sardo industrie turistiche (ESIT). Il primo boom turistico si sviluppò a cavallo tra gli anni cinquanta e sessanta, soprattutto ad Alghero e nella sua riviera del Corallo. Pochi anni dopo nacque la Costa Smeralda che ben presto si affermò tra il jet set internazionale, divenendo la località turistica sarda per eccellenza grazie al turismo indotto dalla cultura di massa.
Dagli anni novanta, con la diffusione delle compagnie aeree low cost e il fenomeno dei viaggi di breve durata, si sono incrementati nell'isola i flussi turistici, favorendo la diversificazione, la destagionalizzazione e il turismo culturale, oltre che l'equiturismo e l'escursionismo.

## Trasporti e comunicazioni

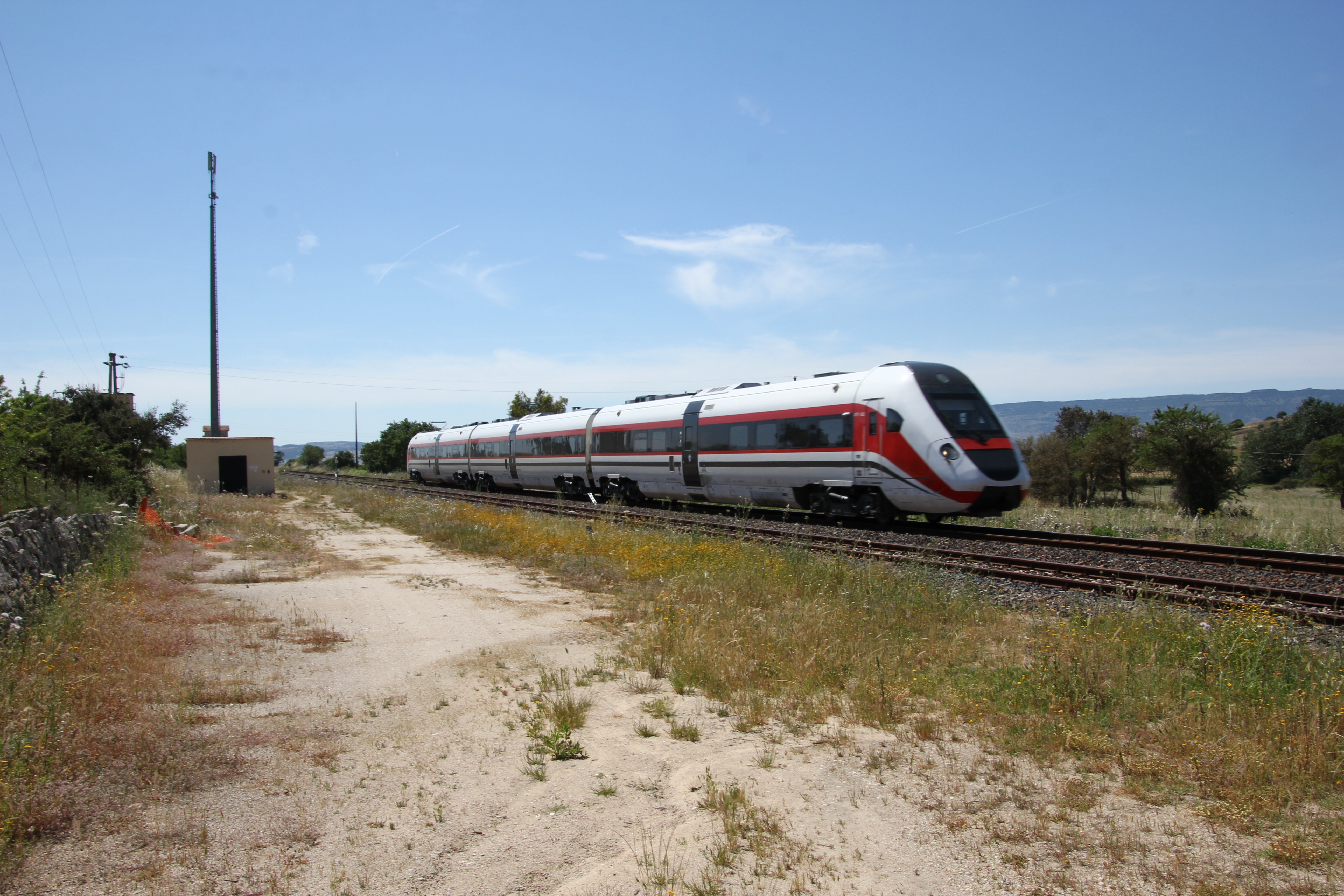
Autotreno ATR 365 ad assetto variabile

Nell'isola si è sviluppata nel tempo una buona rete di servizi e d'impianti portuali e aeroportuali, che collegano l'isola al continente italiano ed europeo.
Il servizio regionale di trasporti pubblico ARST (Azienda regionale sarda trasporti) è presente negli aeroporti e nei porti in coincidenza con l'arrivo degli aerei e dei traghetti, che aumentano entrambi considerevolmente il loro traffico durante il periodo turistico: 
1. Trasporti marittimi: tramite moderne stazioni marittime e traghetti, la Sardegna è collegata con i più importanti porti italiani del mar Tirreno e del mar Ligure, ma anche con la Francia e la Spagna. Inoltre con alcune delle sue isole minori;
2. Trasporti aerei: tre aeroporti internazionali (Alghero-Fertilia, Olbia-Costa Smeralda, Cagliari-Elmas) smistano il traffico in arrivo e in partenza verso le principali città italiane e svariate destinazioni europee, quali il Regno Unito, la Francia, la Spagna e la Germania. Le principali compagnie che operano in Sardegna sono ITA Airways, Volotea, Ryanair, easyJet, TUI fly e Wizz Air.
3. Trasporti su rotaia: la rete ferroviaria, costruita in buona parte sul finire del XIX secolo, si sviluppa per circa 600km e si limita a congiungere le città principali e i porti. L'intera rete ferroviaria non è elettrificata, in parte è a scartamento ordinario (Rete Ferroviaria Italiana) e in parte a scartamento ridotto (ARST).

La Sardegna è l'unica regione italiana senza autostrade: i collegamenti sono garantiti da superstrade che collegano le principali città. La strada statale 131 Carlo Felice attraversa l'isola da nord a sud collegando Cagliari a Porto Torres, mentre una sua deviazione, detta Diramazione Centrale Nuorese, collega l'arteria a Olbia passando per Nuoro. Le statali 291 var e 729 collegano infine Alghero e Olbia passando per Sassari.

## Amministrazione e politica

### Lo Statuto speciale
Lo Statuto speciale sardo, approvato con legge costituzionale nel 1948, è previsto dall'ordinamento costituzionale italiano, laddove l'art. 116, c. 1, sancisce forme e condizioni particolari d'autonomia per cinque regioni, fra cui la Sardegna.
Le speciali condizioni di autonomia sono il riconoscimento di una situazione storica, geografica, sociale, etnica e linguistica fortemente caratterizzata. Nel quadro della situazione statale, secondo l'allora Presidente della Repubblica Italiana Giorgio Napolitano, lo Statuto speciale rappresenterebbe in Italia un unicum in risposta a impegni, mai rispettati completamente, presi in precedenza verso i sardi dal governo centrale.
Il percorso verso le condizioni di relativa autonomia statutaria, dopo la sua rinuncia offerta dalla classe dirigente isolana attraverso la Fusione perfetta con gli Stati sardi di terraferma nel 1847, fu lungo e travagliato ed è passato attraverso un difficile processo di integrazione entro il contesto di una forma di Stato unitaria, richiedendo anche un pesante sacrificio di sangue durante la Grande guerra. A detta di alcuni storici, davanti al sacrificio delle fanterie sassarine sui fronti del Carso l'Italia avrebbe contratto un debito verso l'Isola. Il Presidente del consiglio Vittorio Emanuele Orlando, visitando il fronte in uno dei momenti più critici promise ricompense alla fine del conflitto; di ritorno a Roma ebbe a dire in Parlamento: «quando vidi i fanti della Brigata Sassari ebbi l'impulso di inginocchiarmi. La Nazione ha contratto un debito di riconoscenza per i sacrifici e il valore dei Sardi in guerra, e questo debito pagherà». Al ritorno dal fronte gli ex-combattenti si organizzarono politicamente dando vita al Partito Sardo d'Azione la cui principale rivendicazione fu l'autonomia, riconosciuta con lo Statuto speciale - dopo la parentesi fascista - dall'Italia repubblicana il 22 dicembre 1947, cent'anni dopo la fusione perfetta del 1847.

### Organizzazione della Regione
Le funzioni attribuite dallo Statuto alla Regione sono tre: legislativa, amministrativa e politica e sono esercitate dai seguenti organi, istituiti nel 1948:
- il presidente, dal 2004 votato direttamente dagli elettori sardi[223], guida la Giunta regionale composta da assessori da lui nominati e su cui ha potere di revoca delle deleghe[224]. Oltre a organizzare il lavoro dell'organo esecutivo regionale, il Presidente è la figura di rappresentanza della regione nei vari ambiti nazionali e internazionali, oltre che garante dell'autonomia della stessa[224]. Inoltre è colui che indice le votazioni riguardanti gli organi elettivi regionali nonché i referendum regionali. Dal 20 marzo 2024 il ruolo è ricoperto da Alessandra Todde, prima donna alla guida della giunta regionale a capo della coalizione composta dal centrosinistra e Movimento 5 Stelle risultata vincente nelle elezioni regionali del 2024;
- la Giunta regionale, scelta dal presidente della Regione (che ne è a capo), è dal 1949[225] l'organo di governo dell'Isola e detiene il potere esecutivo in ambito regionale[223]. Oltre al presidente della Regione, fanno parte della Giunta 12 assessori[223], aventi delega su un settore specifico di attività e a capo di altrettanti assessorati[223];
- il Consiglio regionale corrisponde al parlamento locale[226], essendo l'assemblea dotata di potere legislativo nell'ordinamento della Regione. Dal 2013 si compone di 60 consiglieri[227]; ogni legislatura ha durata quinquennale.

### Partiti politici
Oltre ai partiti politici nazionali, sono presenti nell'Isola diversi partiti regionali, fra cui movimenti di ispirazione autonomista o indipendentista. Tra di essi il partito di più lunga tradizione sardista è il Partito Sardo d'Azione, fondato da Emilio Lussu e Camillo Bellieni, che nella persona di Mario Melis negli anni ottanta espresse il presidente della Giunta regionale, fatto ripetutosi con Christian Solinas, eletto nel 2019. Altri partiti locali, fra cui diversi movimenti e gruppi politici indipendentisti, esprimono qualche rappresentante nei Comuni e in Consiglio regionale.

## Geografia antropica

### Suddivisioni territoriali storiche
La Sardegna ha avuto nel tempo diverse suddivisioni amministrative e territoriali. Inizialmente, già in epoca romana, il territorio sardo era stato suddiviso in diocesi ecclesiastiche, successivamente, nel periodo medievale, la Sardegna era ripartita in giudicati e curatorie (in sardo curadorias o partes che probabilmente ricalcavano una suddivisione territoriale ben più antica operata dalle tribù nuragiche), con dei brevi intermezzi signorili e comunali. Poi, durante il dominio aragonese e spagnolo, l'isola venne divisa in vari feudi con marchesati, baronie e contee, che lasciarono tracce profonde come nel caso della regione storica delle Baronie. Nel XIX secolo la Regione era già organizzata con prefetture, province, tribunali, mandamenti e comuni.

### Assetto territoriale
L'istituzione di nuove province in Sardegna ha avuto numerosi passaggi nel corso della storia amministrativa:
1. Nel 1848, durante il periodo sabaudo, l'isola fu suddivisa in 3 divisioni (Cagliari, Nuoro e Sassari), 11 province, 84 mandamenti e 363 comuni.
2. Nel 1859 la Sardegna fu suddivisa in 2 province (Cagliari e Sassari), 9 circondari, 91 mandamenti e 371 comuni: questo assetto perdurò anche dopo l'unità d'Italia e permase intatto per quasi settant'anni.
3. Nel gennaio 1927 alle province di Cagliari e Sassari si aggiunse la provincia di Nuoro, mentre nel luglio 1974 fu istituita la provincia di Oristano. Tale assetto giunse fino agli inizi del XXI secolo.
4. Nel 2001 il Consiglio regionale della Sardegna deliberò l'istituzione di quattro nuove province, divenute operative nel 2005: Carbonia-Iglesias, Medio Campidano, Ogliastra e Olbia-Tempio.
5. Nei referendum abrogativi del 2012 la maggioranza dei votanti si espresse a favore dell'abolizione sia delle quattro nuove province che delle quattro province preesistenti. Il progetto di abolizione o riforma, approvato dal Consiglio regionale il 24 maggio 2012, prevedeva la trasformazione delle province in nuovi enti amministrativi o la loro abolizione dal 1º marzo 2013.[230][231]
6. Con la legge regionale nº 2 del 2016 questo assetto è stato superato stabilendo che dal 20 aprile 2016[232] le province sarde sarebbero state Nuoro, Oristano e Sassari, con l'aggiunta della città metropolitana di Cagliari, composta dal capoluogo e da altri sedici comuni[233], e della provincia del Sud Sardegna, che inglobava Il restante territorio della provincia di Cagliari e delle province del Medio Campidano e di Carbonia-Iglesias.
7. Con la legge regionale n. 7 del 12 aprile 2021 sono state abolite la provincia di Sassari e del Sud Sardegna e istituite la città metropolitana di Sassari e la Provincia della Gallura Nord-Est Sardegna, divenute operative il 1° aprile 2025[234][235], e le province del Sulcis Iglesiente, dell'Ogliastra e del Medio Campidano. Questa riforma, inizialmente impugnata dal governo italiano, è stata poi varata dopo il pronunciamento della Consulta (sentenza 68/2022)[236], dando di fatto il via libera alla re-introduzione delle province soppresse dal referendum popolare del 2012[237].

### Circoscrizioni giudiziarie e sedi di tribunale (circondari)
L'intero territorio regionale della Sardegna costituisce il distretto della Corte d'appello di Cagliari (con sezione staccata di Sassari), all'interno del quale si trovano i sei Tribunali (Cagliari, Lanusei, Nuoro, Oristano, Sassari e Tempio Pausania), la cui circoscrizione territoriale viene definita circondario.

### Installazioni militari
In Sardegna sono presenti varie installazioni militari (basi, poligoni, aeroporti, depositi). In totale esse occupano oltre 350 km², corrispondenti a circa l'1,5% della superficie dell'isola e circa il 61% del totale delle servitù militari italiane, rendendo la Sardegna l'area più militarizzata d'Italia e tra le più militarizzate d'Europa. Alle aree militari a terra si affiancano aree a mare per una superficie totale di circa 20 000 km² (poco meno della superficie regionale), che vengono interdette alle attività civili durante le esercitazioni. Particolarmente significativi sono i poligoni di Quirra, di Capo Teulada e di Capo Frasca, presso i quali prendono parte alle esercitazioni anche i paesi della NATO. Presso La Maddalena fu operativa dal 1972 al 2008 una base navale statunitense, in cui operavano sommergibili a propulsione atomica.

## Sport
Le attività sportive nell'isola si diffusero a partire dalla seconda metà dell'Ottocento, inizialmente nelle città, per poi diffondersi nelle periferie e nei centri minori. Le prime società sportive furono fondate a Cagliari, a Sassari e nel Sulcis. I dati ISTAT 2023 hanno confermato che l'attività sportiva ormai coinvolge circa il 64% della popolazione sopra i 3 anni, con il sostegno della Regione Sardegna (legge n. 17/1999), che favorisce l'organizzazione di eventi sportivi anche a livello internazionale. L'isola è rappresentata a livello nazionale in vari sport di squadra; a livello internazionale, è riconosciuta dalla ConIFA, associazione calcistica che rappresenta selezioni non affiliate alla FIFA.

### Sport tradizionali
Uno sport in particolare, s'istrumpa, o lotta sarda, disciplina riconosciuta dal CONI e dalla Federazione internazionale lotte celtiche (FILC), è una pratica sportiva tipica della Sardegna le cui origini sono antichissime. È stata rivalutata di recente e praticata soprattutto nella Sardegna centrale. I campioni sardi sono conosciuti a livello internazionale.

### Calcio

Il Cagliari campione d'Italia nella stagione 1969-70

Nel capoluogo dell'isola ha sede il Cagliari Calcio, società fondata nel 1920 e che nella stagione 2024-2025 milita nella Serie A del campionato italiano. Gli incontri casalinghi vengono disputati alla Unipol Domus di Cagliari. La squadra vinse il suo unico scudetto nella stagione 1969-1970, un titolo storico per la città di Cagliari. La Torres è una società calcistica italiana con sede nella città di Sassari. Milita nella Serie C del campionato italiano.
Nel 2019 è stata rifondata la Nazionale di calcio della Sardegna, che già nel 1990 e nel 1997 aveva avuto due estemporanee uscite. La Federatzione Isport Natzionale Sardu, la federazione calcistica dell'Isola, è affiliata alla CONIFA e la Natzionale partecipa agli appuntamenti europei e mondiali delle nazioni senza Stato da essa organizzata.
L'Associazione Sportiva Dilettantistica F.C. Sassari Torres Femminile, in passato nota come A.S.D. Torres Calcio, è una società di calcio femminile di Sassari ed è la principale della regione, nonché la più titolata d'Italia.

### Pallacanestro

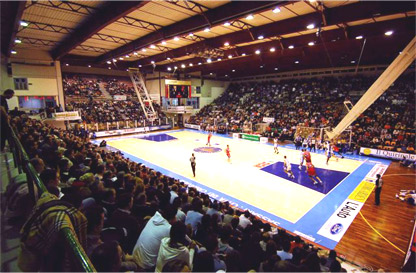
Il PalaSerradimigni a Sassari

La massima espressione del basket sardo è la Dinamo Sassari, che dopo una ventennale militanza nel Campionato di Legadue, ha raggiunto nella stagione 2009/2010 la promozione nella massima serie del campionato italiano maschile di pallacanestro, laureandosi campione d'Italia nella stagione 2014-2015 e qualificandosi in più occasioni ai play-off scudetto e nelle competizioni europee. La Dinamo Sassari ha inoltre vinto una FIBA Europe Cup, due Coppa Italia e una Supercoppa italiana. Nell'ambito del basket in carrozzina figurano l'Anmic Dinamo Sassari, facente parte della Polisportiva omonima, e il GSD Porto Torres.

### Hockey su prato
Fondata nel 1897, la Società Ginnastica Amsicora, con sede a Cagliari, è la società più titolata d'Italia, potendo vantare 24 campionati italiani e 5 Coppe Italia a livello maschile e 8 scudetti, 2 Coppa Italia e 2 Scudetti indoor a livello femminile.

### Manifestazioni sportive internazionali
Automobilismo

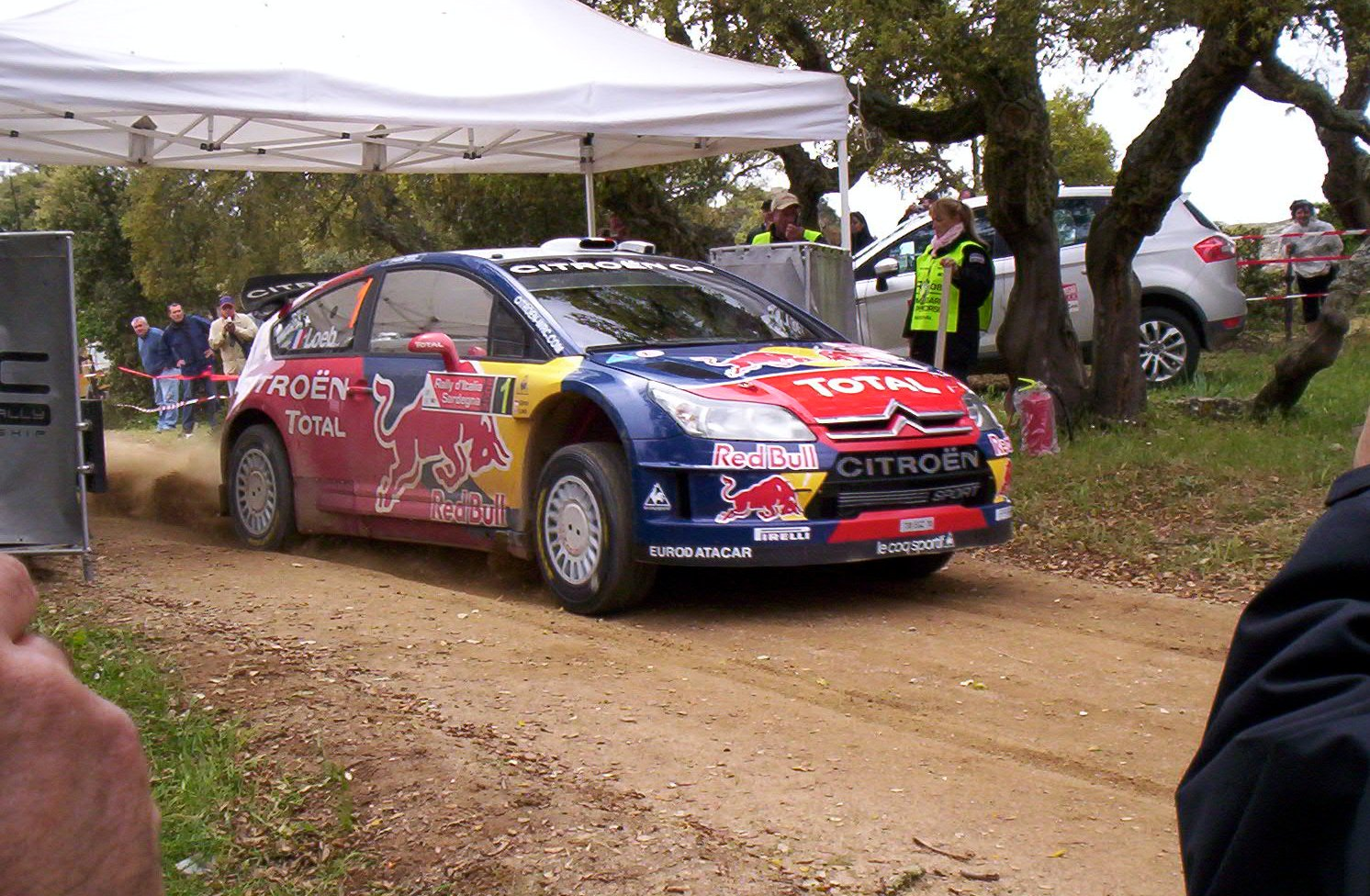
Sébastien Loeb al Rally di Sardegna

Il rally ha lunga tradizione sugli sterrati sardi, con il Rally Costa Smeralda e dal 2004 con la tappa italiana del Campionato Mondiale Rally.
Ciclismo
Il Giro di Sardegna di ciclismo è stato vinto da grandi campioni, quali Rik Van Looy, Jacques Anquetil e Eddy Merckx; l'ultima edizione si è corsa nel 2011.
Corsa campestre
La corsa campestre vede ogni anno ad Alà dei Sardi il trofeo Alasport, anch'esso con la partecipazione di campioni internazionali della specialità.
Motonautica

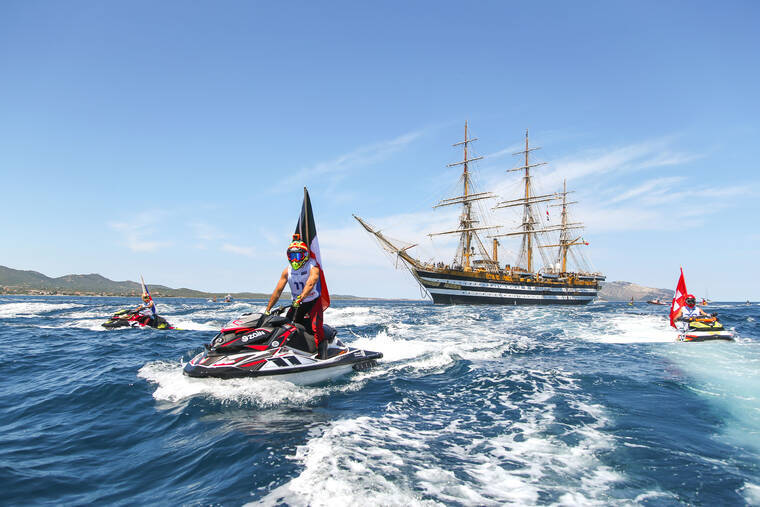
Partecipanti del Campionato del Mondo Aquabike che scortano il veliero Amerigo Vespucci nelle acque antistanti Olbia

La motonautica è stata presente per diversi anni nelle acque della Sardegna a partire dal primo mondiale di formula 1 del mare F1h2o a Porto Cervo e successivamente spostato a Cagliari nei primi anni 2000 e infine a Olbia dal 2022. Dal 2018 si disputa il Campionato del Mondo Aquabike nella città di Olbia.
Tennis
A partire dal 2023 si organizzano in Sardegna due eventi dell'ATP Challenger Tour: il Sardegna Open in primavera nella categoria 175 a Cagliari nel complesso tennistico di Monte Urpinu, e l'Olbia Challenger in autunno nella categoria 125, l'unico disputato su cemento. Una serie di altri tornei professionistici, parte dell'ITF Men's World Tennis Tour e dell'ITF Women's World Tennis Tour, viene organizzata ogni anno a Santa Margherita di Pula in due sessioni, una primaverile e una autunnale.
Vela
In campo velico, le competizioni internazionali che si disputano nell'isola sono molteplici e di grande prestigio (tra di esse la Veteran Boat rally, considerata una delle più grandi regate di barche d'epoca, e la Sardinia Rolex Cup, ritenuta dagli appassionati l'equivalente mediterranea dell'Admiral's Cup).